# Magdalena Neuner
Magdalena Neuner (* 9. Februar 1987 in Garmisch-Partenkirchen, bürgerlich Magdalena Holzer) ist eine ehemalige deutsche Biathletin.
Zwischen ihrem Debüt im Weltcup 2006 und dem Karriereende 2012 gewann Magdalena Neuner 34 Einzelrennen im Biathlon-Weltcup, dreimal den Gesamtweltcup und sieben Disziplinenweltcups. Mit insgesamt 63 Podiumsplatzierungen gehört sie zu den erfolgreichsten Sportlerinnen in der Geschichte des Weltcups. Bei Biathlon-Weltmeisterschaften ist sie mit zwölf Goldmedaillen Rekordtitelträgerin und stand insgesamt 17 Mal auf dem Podium. 2010 wurde sie bei den Olympischen Winterspielen in Vancouver Doppelolympiasiegerin und einmal Zweite. Neuner galt während ihrer Karriere als eine der besten Langläuferinnen im Biathlonsport. Für ihre Leistungen wurde sie 2007, 2011 und 2012 als Deutschlands Sportlerin des Jahres ausgezeichnet.

## Herkunft, Kindheit und Privatleben
Magdalena Neuner ist das zweitälteste von vier Kindern des Bankangestellten Paul Neuner und seiner Ehefrau Margit. Die weitverzweigte Familie lebt in Wallgau, einer oberbayerischen Gemeinde des Landkreises Garmisch-Partenkirchen im Oberen Isartal mit etwa 1400 Einwohnern. 1991 posierte Magdalena für Fotos in einem Werbeprospekt des örtlichen Fremdenverkehrsverbandes, als der Tourismus nach der deutschen Wiedervereinigung auch im Werdenfelser Land zunahm. Der vorherrschenden Konfession in süddeutschen Regionen entsprechend, wuchs Neuner in einem durch den katholischen Glauben geprägten Umfeld auf. Kirchgänge am Wochenende gehörten ebenso zu ihrem Leben wie die regelmäßige Teilnahme an kulturellen Veranstaltungen zur lokalen Brauchtumspflege. Darüber hinaus verbrachte sie als Kind zusammen mit ihrem sechs Monate jüngeren Cousin Albert Neuner viel Zeit in der freien Natur. Die Begeisterung für sportliche Aktivitäten entwickelte sich bei gemeinsamen Wanderungen oder Ausflügen mit dem Fahrrad. Bereits im Alter von vier Jahren stand sie auf Alpinski. Danach spielte sie eine Zeit lang Tennis und nutzte an der Seite ihrer Mutter die in unmittelbarer Umgebung befindlichen Loipen für Skilanglauftouren.
Neuners musikalische Neigung ist ebenfalls familiären Ursprungs. Der Vater dirigiert die ortsansässige Blasmusikkapelle und erlernte wie der jüngere Bruder das Spiel des Flügelhorns. Der ältere Bruder ist Mitglied der Volksmusikgruppe Die 3-einigen Musikanten, während der Cousin mit der Punkband Beeswax auftritt. Neuner selbst spielte anfangs Blockflöte und später Harfe, die bis in die Gegenwart zu besonderen Anlässen zum Einsatz kommt. Im weiteren Karriereverlauf wurde das Zupfinstrument neben dem Hobby Stricken zum Klischee bei der journalistischen Berichterstattung über das Privatleben und beeinflusste ihr Image nachhaltig.
Von 1993 bis 1997 besuchte Neuner die örtliche Grundschule. Auch dort zeigte sie eine Vorliebe für Sport, Musik und Handarbeiten. Nach der vierten Klasse wechselte sie in die Orientierungsstufe der Teilhauptschule I im benachbarten Krün und 1999 auf die St.-Irmengard-Realschule in ihrem Geburtsort Garmisch-Partenkirchen. Trotz der guten schulischen Leistungen waren die bereits zu diesem Zeitpunkt vielversprechenden sportlichen Aussichten maßgebend für die Entscheidung gegen Gymnasium und Abitur. Die Rektorin der unter kirchlicher Verwaltung stehenden Realschule bescheinigte Neuner eine hohe soziale Kompetenz und Empathie. Im Alter von 16 Jahren beendete Neuner 2003 die Schulausbildung mit dem mittleren Schulabschluss, um sich fortan auf ihre Karriere als Leistungssportlerin zu konzentrieren.
Seit Herbst 2009 ist Neuner mit dem 3 Tage jüngeren Zimmerermeister Josef Holzer (* 12. Februar 1987) liiert. Am 29. März 2014 fand die standesamtliche Trauung in Wallgau statt. Neuner nahm den bürgerlichen Nachnamen ihres Ehemannes an, behielt aber in der Öffentlichkeit ihren Geburtsnamen. Am 30. Mai 2014 kam in Garmisch-Partenkirchen die gemeinsame Tochter zur Welt. Am 17. Oktober 2015 feierte das Paar seine kirchliche Hochzeit. Am 7. November 2016 kam ihr erster Sohn zur Welt. Am 7. August 2021 gab sie via Instagram bekannt, zum dritten Mal Mutter geworden zu sein. Sie brachte ihren zweiten Sohn zur Welt.

## Karriere

### Anfänge (1996 bis 2003)
Neuner ist seit ihrer Kindheit Mitglied im Heimatverein SC Wallgau, der zum Skigau Werdenfels als regionaler Zusammenschluss und damit zum Bayerischen Skiverband gehört. 1996 wurde Anneliese Holzer – eine Cousine von Neuners Vater Paul – beauftragt, eine eigene Biathlon-Trainingsgruppe ins Leben zu rufen. Die Weltmeisterschaften im Februar desselben Jahres mit 90.000 Zuschauern in der Ruhpoldinger Chiemgau-Arena zeigten, dass die aufstrebende Wintersportart vom deutschen Publikum angenommen wurde. Anneliese Holzer hatte Anfang der 1990er-Jahre nationale Erfolge gefeiert, so erreichte sie bei den deutschen Meisterschaften 1993 zusammen mit Uschi Disl und Martina Zellner in der bayerischen Staffel den zweiten Platz. Auf der Suche nach geeigneten Nachwuchssportlern stieß sie in der Verwandtschaft unter anderem auf die damals neunjährige Tochter ihres Cousins und deren Vetter Albert. Nachdem Neuner an einem Probetraining teilgenommen und Gefallen am Sport gefunden hatte, begann im Sommer 1996 das auf Kinder zugeschnittene Training. Zweimal die Woche musste ein Rundkurs auf Rollski auf einer asphaltierten Strecke absolviert werden. Die Druckluftgewehre befanden sich am Schießstand und die Entfernung zu den Zielscheiben betrug zehn Meter. Drei Jahre danach übernahm Bernhard Kröll die Trainingsgruppe, zunächst auf ehrenamtlicher Basis, später als hauptamtlicher Biathlontrainer im Skigau Werdenfels. Schon früh deutete sich Neuners Talent an, als sie zwischen 1999 und 2002 vier Jahre hintereinander die Gesamtwertung des Schülercups für sich entscheiden konnte. Die danach folgende Jugendklasse eingerechnet, stellte sie eine Serie von 36 Siegen in Folge auf, teilweise mit deutlichem Vorsprung. Am 1. August 2003 wurde sie in das Zoll-Ski-Team, eine Sportfördergruppe des Bundesfinanzministeriums, aufgenommen und beendete die Ausbildung im einfachen Dienst als Erste Zollhauptwachtmeisterin. Nach dem Abschluss der sportlichen Laufbahn wurde sie anlässlich des Tages der offenen Tür in Berlin am 18. August 2012 von Bundesfinanzminister Wolfgang Schäuble aus dem Staatsdienst verabschiedet.
Nach eigenen Äußerungen waren die Schwedin Magdalena Forsberg sowie Mannschaftskollegin Martina Beck (geb. Glagow) Neuners sportliche Vorbilder. Die acht Jahre ältere Beck aus dem benachbarten Mittenwald gewann als erste Deutsche den Biathlon-Gesamtweltcup 2002/03. Sie war bis zum Karriereende im März 2010 Trainingspartnerin am Stützpunkt in Kaltenbrunn.
Neuners jüngere Schwester Anna (* 22. Januar 1994) begann ebenfalls mit dem Biathlon. Sie schloss sich dem Gebirgsjägerbataillon der Bundeswehr in Mittenwald und der Trainingsgruppe um Bernhard Kröll an. Albert Neuner blieb dem Leistungssport bis zum Alter von 20 Jahren treu. Nachdem er in den B-Kader des Zoll-Ski-Teams aufgestiegen war und Anfang Dezember 2007 Platz fünf im Junioren-Einzel beim Europacup in Obertilliach erreicht hatte, schied er aus der Sportfördergruppe aus und wurde Zollsekretär im mittleren Dienst.

### Erfolge als Juniorin und Weltcupdebüt (2003 bis 2006)

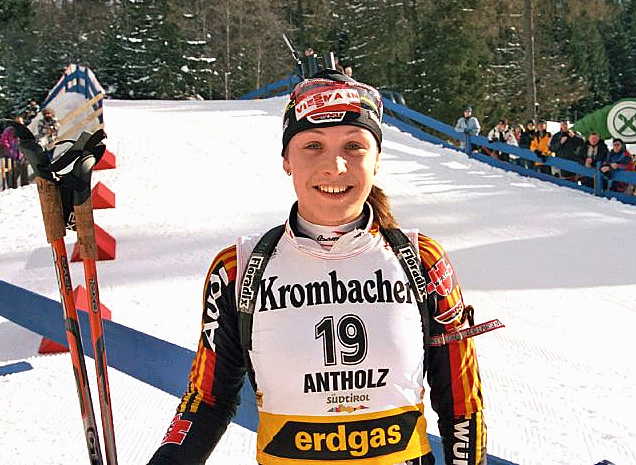
Neuner beim Weltcup in Antholz, Januar 2006

Noch als Jugendliche klassifiziert, gewann Neuner Mitte Dezember 2003 beim Deutschlandpokal in Martell alle drei Rennen und erfüllte damit die Leistungsnorm der Juniorinnen. Remo Krug, damals Trainer des Perspektivkaders, nominierte sie daraufhin für den C2-Kader im Europacup der Juniorinnen. Eine Woche später absolvierte sie in Obertilliach ihr erstes Europacuprennen. Nach Platz 11 im Sprint und Platz 14 im Einzel gelangen ihr in Brusson und Méribel vier Siege und ein zweiter Rang, mit denen sie sich für die Juniorenweltmeisterschaften Ende Januar 2004 in Haute-Maurienne qualifizierte. Dort setzte sie sich mit zweimal Gold und einmal Silber erstmals bei internationalen Titelkämpfen durch und ließ Sportlerinnen wie Jekaterina Jurjewa und Helena Ekholm (geb. Jonsson) hinter sich, die wenige Jahre danach auch zu Konkurrentinnen im Weltcup wurden.
Die Leistungen aus dem Debütjahr bestätigte sie bei den darauf folgenden Juniorenweltmeisterschaften 2005 in Kontiolahti und 2006 in Presque Isle mit insgesamt drei weiteren Gold- und Silbermedaillen. Mitte September 2005 trat sie zum ersten Mal bei deutschen Meisterschaften an und erreichte als bestes Einzelergebnis Platz acht in der Verfolgung. Bei den im Sommer auf Rollski ausgetragenen Wettbewerben gewann sie auch in den drei Folgejahren keinen Titel auf nationaler Ebene.
Nachdem Neuner im Europacup der Juniorinnen 2004/05 nur drei Rennen bestritten hatte, wechselte sie für die Europacupsaison 2005/06 zu den Seniorinnen. Im Dezember 2005 platzierte sie sich in fünf von sechs Wettbewerben unter den besten zehn und gewann in Rosenau beide Rennen. Ihren ersten Weltcupauftritt hatte Neuner am 13. Januar 2006 mit Platz 41 beim Sprint in Ruhpolding als Ersatz für die verletzte Uschi Disl. Nach den ersten Erfolgen im Europacup wollte Bundestrainer Uwe Müssiggang sie bereits zwei Jahre früher im Weltcup starten lassen; ihre Eltern sowie der Nachwuchsbeauftragte des Werdenfelser Skigaus Helmut Heinrich äußerten aber noch Bedenken. Acht Tage nach ihrem Debüt erreichte sie bei der Verfolgung von Antholz den elften Platz. Wenige Wochen später steigerte sie sich beim Sprintrennen in Kontiolahti am 16. März 2006 ein weiteres Mal und belegte Rang vier. Geschwächt von einer Erkältung holte sie zuvor bei ihren einzigen Europameisterschaften im bayerischen Langdorf Bronze mit der Staffel, gewann ihr letztes Europacuprennen in Martell und kam trotz sieben ausgelassener Wettbewerbe in der Gesamtwertung auf Rang sechs.

### Mehrfache Weltmeisterin (2006/07)
In ihrer ersten Weltcupsaison nur sporadisch eingesetzt, gehörte Neuner beim Biathlon-Weltcup 2006/07 zu den gesetzten Starterinnen in der deutschen Mannschaft. Insbesondere ihre läuferischen Qualitäten verhalfen ihr wiederholt zu vorderen Platzierungen; schon als 19-Jährige bestimmte sie die Laufzeiten im Weltcup mit. Am 5. Januar 2007 gelang ihr beim Sprint in Oberhof der erste Weltcupsieg, 17 Sekunden vor ihrer Teamkollegin Andrea Henkel. Bei zwei Schießfehlern gab einmal mehr die Laufleistung den Ausschlag: Der Gesamtdritten Martina Beck nahm sie in der Spur eine Minute und 17 Sekunden ab, Henkel hatte als Laufzweite einen Rückstand von 34 Sekunden. Im Vorfeld des zwei Tage danach stattfindenden Verfolgungsrennens unterlief Neuner ein Fehler: Sie vergaß vor dem Start, das beim Einschießen benutzte leere Magazin wieder mit Patronen aufzufüllen, und musste beim ersten Liegendanschlag auf ein Ersatzmagazin zurückgreifen. Trotz der daraus resultierenden Probleme erkämpfte sie mit Platz drei einen weiteren Podestplatz.
Nach beständigen Leistungen bei den nachfolgenden Weltcups in Ruhpolding und Pokljuka wurde Neuner Mitte Januar 2007 von Bundestrainer Uwe Müßiggang für die Weltmeisterschaften 2007 im italienischen Antholz nominiert. Bei den Juniorenweltmeisterschaften trat sie trotz Startberechtigung wegen terminlicher Überschneidungen nicht an. Gleich die erste WM-Entscheidung war der nächste sportliche Höhepunkt ihrer jungen Karriere. Am 3. Februar gewann sie als Neuling den Weltmeistertitel im Sprint; zu diesem Zeitpunkt war dies erst ihr zweiter Weltcupsieg. Der Vorsprung auf die zweitplatzierte Schwedin Anna Carin Zidek (geb. Olofsson) betrug 2,3 Sekunden bei gleichem Schießergebnis mit zwei Fehlern. Neuner glich ihre um 14 Sekunden schlechtere Laufzeit diesmal durch schnellere Schießzeiten aus. Nur einen Tag später holte sie ebenfalls den Titel im Verfolgungsrennen. Nach einem 14. Platz im Massenstart sicherte sie sich zum Abschluss der WM zusammen mit Martina Beck, Andrea Henkel und Kati Wilhelm in der Staffel ihre dritte Goldmedaille. Sie wurde damit erfolgreichste Sportlerin dieser Weltmeisterschaften und zu diesem Zeitpunkt jüngste Dreifachweltmeisterin. Jüngste deutsche Weltmeisterin blieb Petra Behle, die 1988 in Chamonix – zwei Monate nach ihrem 19. Geburtstag – Gold im Sprint gewann.
Zum Saisonende setzte Neuner ihre Erfolgsserie mit vier Siegen bei den Weltcuprennen am Holmenkollen in Oslo und in Chanty-Mansijsk fort. Innerhalb kurzer Zeit avancierte sie zum Shooting Star des Wintersports in Deutschland und wurde von den Medien sowie zahlreichen Sponsoren umworben. Im weiteren Verlauf des Jahres nahm sie mehrere Auszeichnungen entgegen und gewann im Dezember 2007 die Wahl zur Sportlerin des Jahres.

### Gesamtweltcupsiegerin (2007/08)

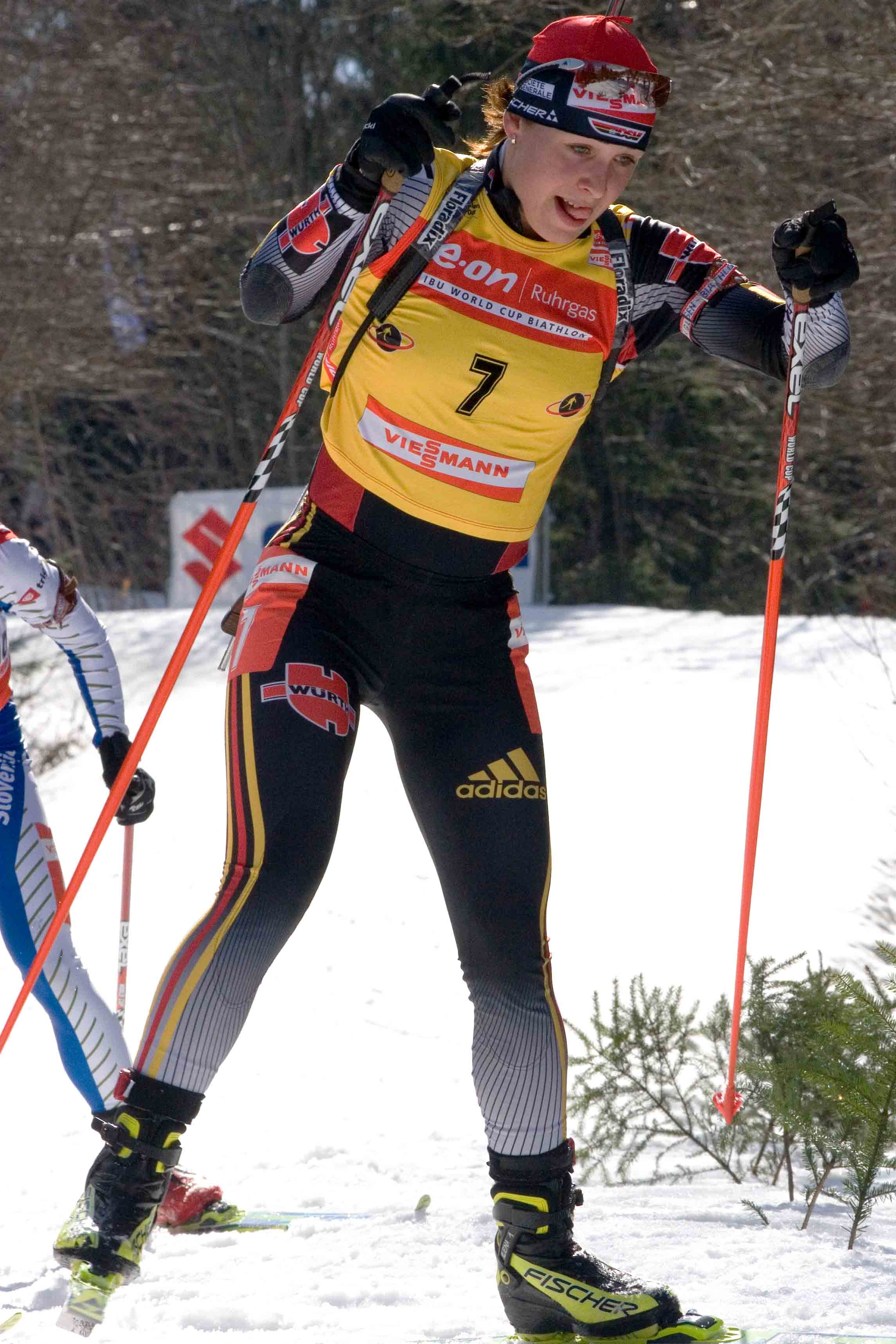
Neuner im gelben Trikot der Führenden im Gesamtweltcup in Oslo, März 2008

Im Biathlon-Weltcup 2007/08 knüpfte Neuner an die Erfolge des Vorjahres an. Nach verhaltenem Saisonbeginn bei den ersten zwei Weltcupstationen zeigte ihre Leistungskurve mit Platz drei im Sprint und dem Sieg mit der Staffel Mitte Dezember 2007 in Pokljuka stetig nach oben. Beim Heimweltcup in Oberhof wurde sie am 5. Januar 2008 im Sprintrennen zunächst Dritte und gewann am Folgetag den Massenstart. Eine Woche später war sie in Ruhpolding an einem weiteren Erfolg der Staffel beteiligt. Ende Januar 2008 nahm Neuner kurz vor ihrem 21. Geburtstag in Ruhpolding zum letzten Mal an Juniorenweltmeisterschaften teil und hielt die Konkurrenz mit Goldmedaillen beim Sprint und in der Verfolgung auf Distanz. Auf einen Einsatz beim abschließenden Einzelwettkampf verzichtete sie, um sich gemeinsam mit der Mannschaft auf die bevorstehenden Titelkämpfe im schwedischen Östersund vorzubereiten.
In den ersten beiden Rennen der Weltmeisterschaften 2008 verhinderten erneut Schießfehler ein besseres Resultat. Nach Platz 17 im Sprint steigerte sich Neuner in der Verfolgung, kam jedoch aufgrund des großen Rückstandes vom Vortag nicht über den sechsten Rang hinaus. Auf eigenen Wunsch wurde sie erstmals in der Mixed-Staffel eingesetzt und legte mit einer nahezu fehlerfreien Leistung den Grundstein zur ersten Goldmedaille für Deutschland in dieser Disziplin. Beim anschließenden Massenstart lieferte sie sich in der letzten Runde ein Duell mit Tora Berger und konnte sich kurz vor dem Ziel noch um wenige Sekunden absetzen. Den Schlusspunkt unter ihre zweiten Weltmeisterschaften setzte sie durch einen soliden Lauf in der erfolgreichen Staffel und wiederholte mit insgesamt drei Titeln ihre Bilanz vom Vorjahr.
Die gute Form aus Östersund konnte Neuner für die nachfolgenden Weltcups in Asien konservieren. Im südkoreanischen Pyeongchang, wo erstmals ein Biathlon-Weltcup ausgetragen wurde, feierte sie im Sprintrennen mit ihrem zehnten Weltcupsieg ein kleines Jubiläum. Bei der anschließenden Verfolgung bog sie als Führende kurz nach dem Start in die falsche Richtung ab und hatte Mühe, sich auf dem im Vergleich zum Sprint geänderten Streckenverlauf zu orientieren. Bei diesem Missgeschick verlor sie etwa 20 Sekunden und wurde von der unmittelbar nach ihr startenden Sandrine Bailly überholt. Als Sechste hielt Neuner den Abstand zu der gegen Saisonende härtesten Konkurrentin um den Gesamtweltcup in Grenzen. In Chanty-Mansijsk sicherte sich Neuner im vorletzten Massenstartrennen mit einem zweiten Platz vorzeitig die kleine Kristallkugel für den Weltcup in dieser Disziplin. Nach dem Gewinn der zweiten Trophäe für den Disziplinenweltcup im Sprint beim Saisonfinale in Oslo übernahm sie zum ersten Mal in ihrer Karriere das gelbe Trikot der Gesamtweltcupführenden. Im abschließenden Massenstart krönte sie die Saison mit dem Sieg im Gesamtweltcup als jüngste Titelträgerin seit Gründung der IBU im Jahr 1993. (a)

### Etablierung in der Weltspitze (2008/09)

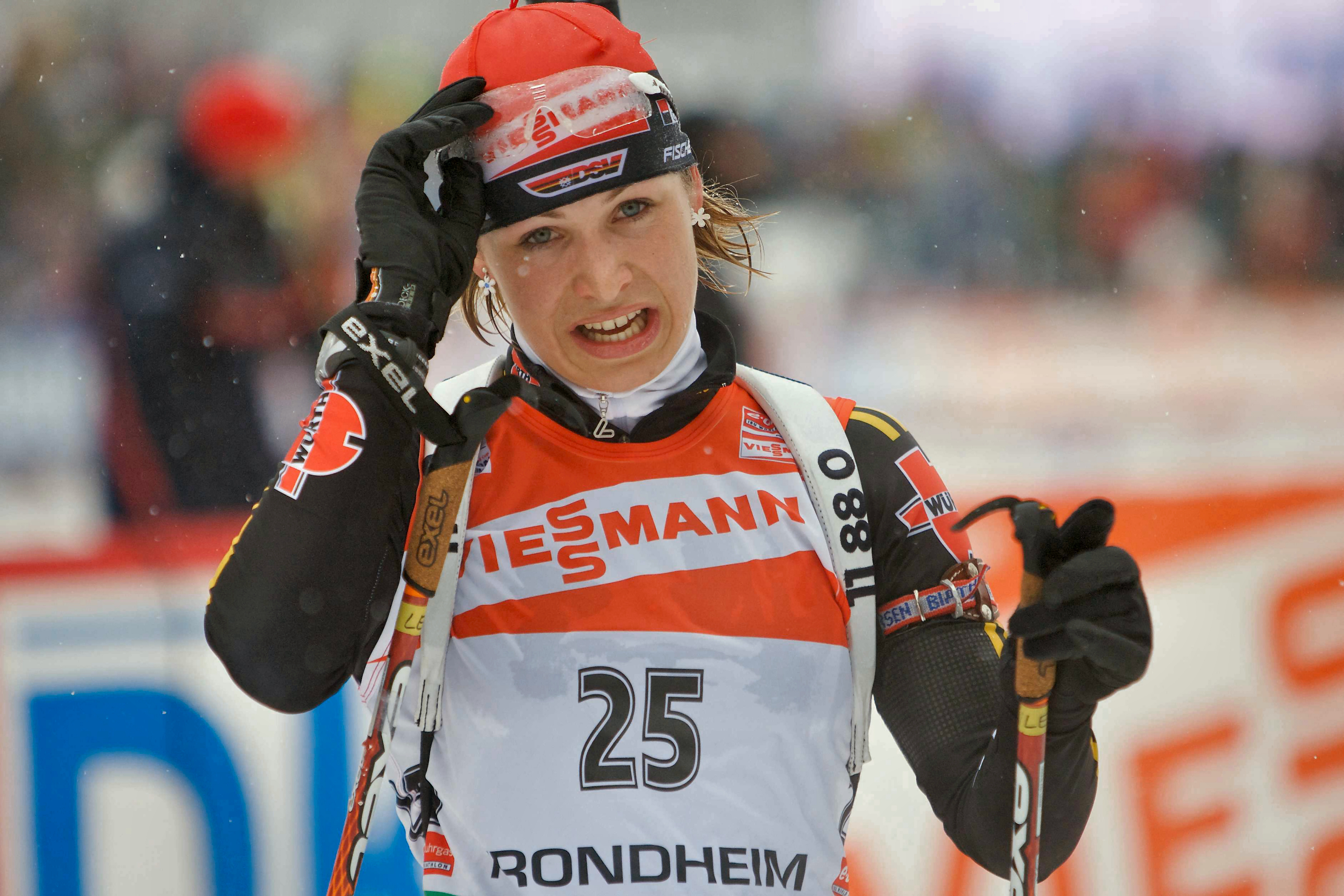
Neuner beim Weltcup in Trondheim, März 2009

Neuners Vorbereitung auf die Saison 2008/09 wurde von krankheitsbedingten Trainingsausfällen beeinträchtigt. Durch eine bakterielle Infektion und die damit verbundene Einnahme von Antibiotika musste sie wenige Wochen vor dem Weltcupauftakt auf den wichtigen Kaderlehrgang im finnischen Muonio verzichten und begann verspätet mit der intensiven Trainingsphase. Aufgrund der durchwachsenen Vorbereitung präsentierte sich Neuner zu Beginn der Saison nicht in der aus den Jahren zuvor gewohnten konditionellen Verfassung. Hinzu kamen emotionale Erschöpfungszustände als Folge des gestiegenen Erwartungsdrucks und zahlreicher außersportlicher Verpflichtungen.
Ein verbessertes Schießen verhalf ihr dennoch bereits in den ersten beiden Rennen der Weltcupsaison zu Podiumsplatzierungen, jeweils einem dritten Platz im Einzel und Sprint von Östersund. Beim zweiten Weltcup in Hochfilzen führten schlechte Schießergebnisse zu einem Leistungsabfall. Nach diesen Resultaten fand sie vorübergehend keine Berücksichtigung bei der Staffelbesetzung, erkämpfte auf der anderen Seite mit einem siebten Platz im Einzel des dritten Weltcups das rote Trikot der Disziplinführenden. Nach der Weihnachtspause zeigte sich die Laufform in den beiden Heimweltcups von Oberhof und Ruhpolding stark verbessert. In Ruhpolding gewann Neuner alle drei ausgetragenen Rennen. Nachdem sie zum ersten Mal als Schlussläuferin der siegreichen Frauenstaffel eingesetzt worden war, setzte sie sich gegen ihre Teamkollegin Kati Wilhelm sowohl im Sprint als auch in der Verfolgung durch. In Antholz verhinderte ein schlechtes Stehendschießen in allen drei Rennen eine vordere Platzierung. Insbesondere der Massenstart endete mit einem Rückschlag: Nach fehlerfreien Vorstellungen in den ersten drei Schießeinlagen verfehlte sie in Führung liegend alle fünf Scheiben und fiel auf Platz sechs zurück.
Zum Auftakt der Weltmeisterschaften 2009 in Pyeongchang erreichte Neuner Platz acht im Sprint und Platz elf in der Verfolgung. Nachdem sie beim Einzel zugunsten von Kathrin Hitzer hatte pausieren müssen, war auch ein Einsatz in der Mixed-Staffel wegen einer leichten Erkältung nicht möglich. Die Erfolgsgeschichte der beiden Vorjahre konnte sie damit nicht mehr fortsetzen. Dennoch verschaffte ihr der zweite Platz mit der Staffel zum Abschluss der WM das erhoffte Edelmetall. Mit einem vierten Platz im letzten Einzelrennen der Saison im kanadischen Whistler Olympic Park sicherte sich Neuner erstmals den Weltcup in dieser Disziplin und belegte im darauf folgenden Sprint den zweiten Platz. In Trondheim zeigte die Formkurve im Schießen erneut nach unten. Mit Platzierungen im Mittelfeld verlor sie den Kontakt zu den beiden Führenden im Gesamtweltcup Helena Jonsson und Kati Wilhelm. Im Weltcupfinale von Chanty-Mansijsk steigerte sich Neuner und holte in der Verfolgung den dritten Saisonsieg. Nach acht Schießfehlern und Platz zwölf im letzten Massenstartrennen beendete sie die Saison im Gesamtweltcup auf Rang vier.

### Doppelolympiasiegerin und zweiter Gesamtweltcupsieg (2009/10)

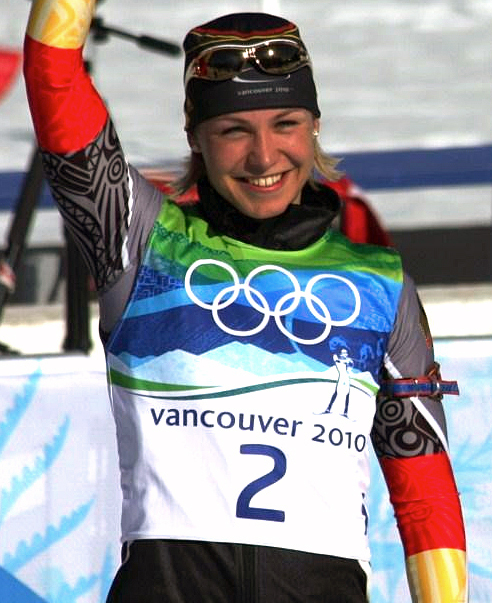
Neuner auf dem Podium im Whistler Olympic Park nach dem Sieg im Massenstart bei den Olympischen Winterspielen, Februar 2010

Während des sommerlichen Aufbautrainings nahm Neuner im September 2009 sowohl an den deutschen Meisterschaften als auch an den erstmals in Deutschland ausgetragenen Weltmeisterschaften im Sommerbiathlon teil. Nachdem sie bei den nationalen Titelkämpfen die ersten beiden Erfolge ihrer Karriere mit der bayerischen Staffel und im Massenstart verbucht hatte, gewann sie bei den Weltmeisterschaften in Oberhof mit der Mixed-Staffel, dem Sprint und der Verfolgung alle drei Rollskiwettbewerbe.
Infolge eines grippalen Infektes, den sie sich kurz vor Saisonauftakt während des Trainingslehrganges zugezogen hatte, musste Neuner den ersten Weltcup der Saison 2009/10 in Östersund auslassen. In Hochfilzen führte der Trainingsrückstand noch zu Platzierungen im Mittelfeld. Mit verbesserter Lauf- und Schießleistung gelangen ihr bei der dritten Weltcupstation in Pokljuka die ersten Podestplätze der Saison. Rang drei im Sprint und der damit erfüllten teaminternen Qualifikationsnorm für die Olympischen Winterspiele folgte Platz zwei in der Verfolgung. Nach dem Jahreswechsel zwang sie eine Rückenverletzung beim Aufwärmen unmittelbar vor dem Sprintrennen in Oberhof zur vorzeitigen Abreise. Während Neuner eine Woche später in Ruhpolding im Sprint und Massenstart jeweils Platz drei erreichte, zeigte sie mit zwei Strafrunden bei ihrem Staffeldebüt Schwächen am Schießstand. Ihre zu diesem Zeitpunkt beste Saisonleistung lieferte sie beim sechsten Weltcup in Antholz ab. Für die beiden Siege im Einzel und Sprint sowie Rang zwei in der Verfolgung gaben erneut Laufbestzeiten den Ausschlag. Der Auftakterfolg im Einzel war zugleich der erste Weltcupsieg in dieser Disziplin.

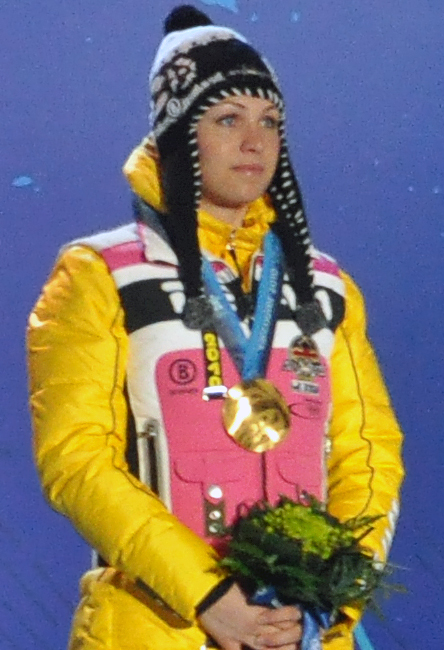
Neuner bei der Siegerehrung im Whistler Medals Plaza

Bei ihrem ersten olympischen Wettkampf im Whistler Olympic Park gewann Neuner am 13. Februar 2010 mit einem Rückstand von 1,5 Sekunden hinter der Siegerin Anastasiya Kuzmina die Silbermedaille im Sprint. Drei Tage später wurde sie Olympiasiegerin in der Verfolgung. Mit dieser Goldmedaille übernahm Deutschland als erfolgreichste Nation bei Olympischen Winterspielen den ersten Platz im ewigen Medaillenspiegel vor Russland. Nach Platz zehn im Einzel wurde Neuner am 21. Februar 2010 im Massenstart erneut Olympiasiegerin und übernahm das gelbe Trikot der bis dahin im Gesamtweltcup führenden Helena Jonsson. Nach dem Sieg erklärte Neuner den Verzicht auf den Start in der Biathlonstaffel. Bereits Mitte November 2009 zog Bundestrainer Jochen Behle vor dem Hintergrund durchwachsener Leistungen der Spezialistinnen zu Saisonbeginn die Aufbietung Neuners in der olympischen Skilanglaufstaffel in Betracht. Beim Gewinn der Silbermedaille unter Beteiligung der ebenfalls laufstarken Biathletin und Langläuferin Miriam Gössner kam Neuner nicht zum Einsatz. Bei der Schlussfeier der Spiele in Calgary war sie Fahnenträgerin der deutschen Mannschaft. Rückblickend äußerte sie sich kritisch über die Begleitumstände und sprach von einer „Kommerz- und Medienmaschine“ sowie „fehlendem Spirit“ und „Herumgezerre“.
Nach einer von Presseterminen gekennzeichneten Wettkampfpause meldete sich Neuner mit konstant guten Leistungen zurück. In Kontiolahti verkürzte sie den Rückstand in der Mixed-Staffel um fast eine Minute und legte somit die Basis für den am Ende erreichten zweiten Platz hinter der Staffel Norwegens. Im gelben Trikot der Gesamtweltcupführenden erreichte Neuner einen Tag später im Sprintrennen trotz zweier Schießfehler Platz fünf beim ersten Weltcupsieg der Weißrussin Darja Domratschawa. Mit Rang zwei in der Verfolgung baute sie ihren Vorsprung gegenüber Helena Jonsson in der Gesamtwertung aus und sicherte sich bereits vor dem letzten Verfolgungsrennen der Saison den Sieg in der Disziplinenwertung. Mit dieser Trophäe komplettierte Neuner ihre Erfolgsbilanz im Weltcup. Der Dreifacherfolg von Teamkollegin Simone Hauswald in Oslo leitete vor der letzten Weltcupstation einen Zweikampf um die Gesamtwertung ein. Durch ihren fünften Saisonsieg beim finalen Massenstartrennen in Chanty-Mansijsk wiederholte Neuner als erste Deutsche den Erfolg im Gesamtweltcup und gewann zudem die zweite Disziplinenwertung. Tags darauf feierte sie zum Abschluss ihrer erfolgreichsten Saison bei der Biathlon-Mixed-Staffel-Weltmeisterschaft zusammen mit Simone Hauswald, Simon Schempp und Arnd Peiffer ihre siebte Goldmedaille bei Weltmeisterschaften.

### Rekordhalterin bei Weltmeisterschaften (2010/11)

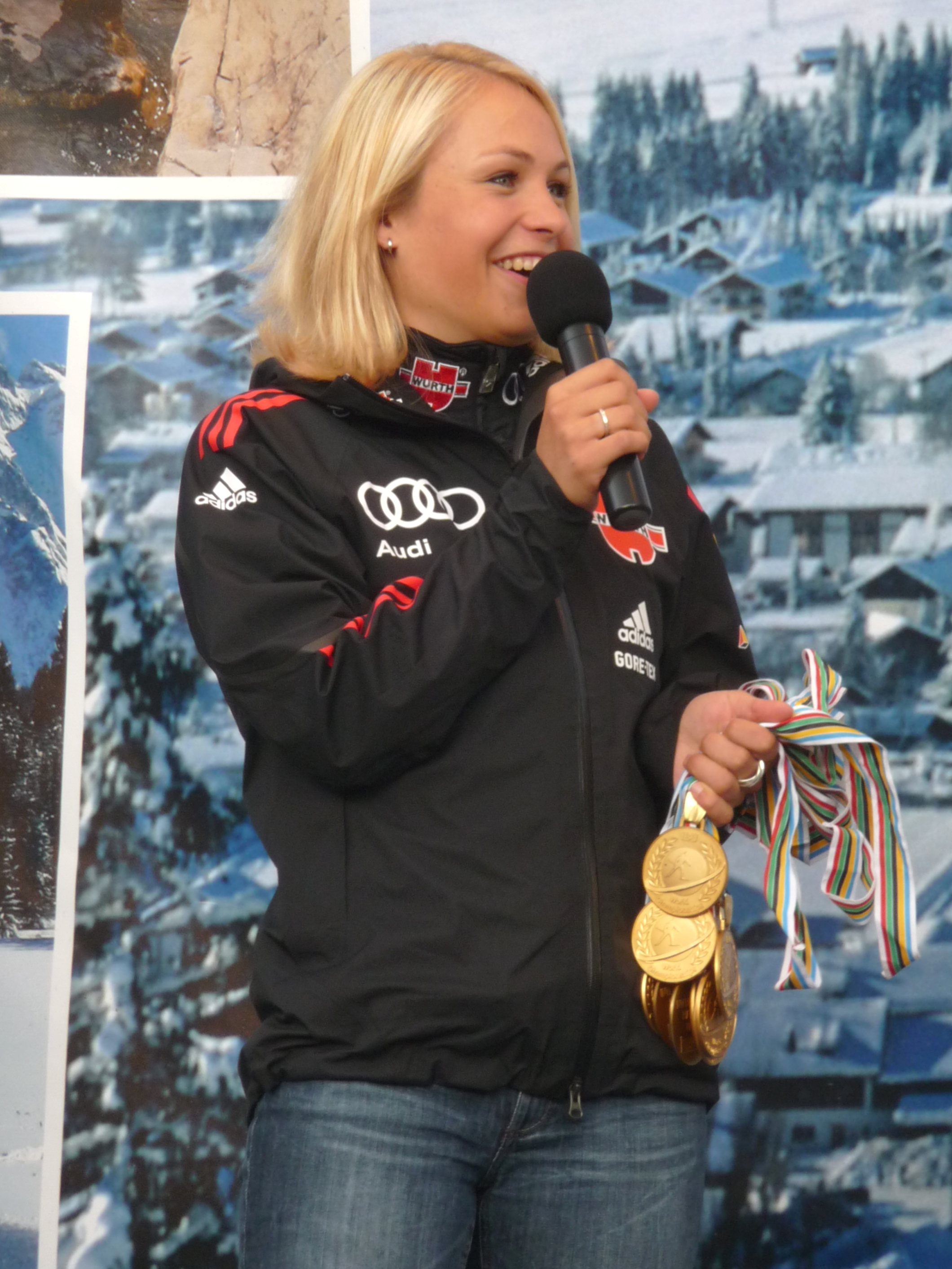
Neuner mit ihren zehn WM-Goldmedaillen beim Empfang in Wallgau, April 2011

Nach dem Karriereende von Kati Wilhelm wurde Neuner gemeinsam mit Andrea Henkel neue Mannschaftssprecherin. Bei den deutschen Meisterschaften in Oberhof gewann sie im September 2010 hinter der außer Konkurrenz startenden Schweizerin Selina Gasparin ihren ersten nationalen Titel im Einzel. Zusammen mit Michael Greis und Andreas Birnbacher war sie auch in der bayerischen Mixed-Staffel erfolgreich.
Aufgrund einer Erkältung verpasste Neuner wie im Vorjahr den Auftakt in die Saison 2010/11 in Östersund. In Hochfilzen meldete sie sich nach überstandener Krankheit mit zwei siebten Plätzen in Sprint und Verfolgung zurück. Nach den Rücktritten von Kati Wilhelm, Martina Beck und Simone Hauswald führte sie außerdem die mit Kathrin Hitzer, Sabrina Buchholz und Andrea Henkel neu formierte Frauenstaffel auf Rang eins. Im Sprintrennen von Pokljuka verbuchte sie trotz zweier Schießfehler den ersten Saisonsieg und gleichzeitig 20. Einzelerfolg ihrer Weltcupkarriere. Im neuen Jahr folgten zwei weitere Podiumsplätze bei den Sprints in Oberhof und Ruhpolding. Mit Platz 16 beim Einzelrennen in Ruhpolding beendete Neuner ihre Serie von 29 aufeinanderfolgenden Top-Ten-Platzierungen im Weltcup – darunter 18 Podesträngen –, die sie seit dem Sprint in Pokljuka am 19. Dezember 2009 erreicht hatte. Ein Infekt zwang Neuner zu einer erneuten Pause bei den ersten beiden Wettkämpfen des sechsten Weltcups in Antholz. Beim abschließenden Massenstart kam sie auf Platz sechs.
Eine stabile Laufform sowie eine Leistungssteigerung beim Schießen sorgten im Februar 2011 bei den zwei Weltcupstationen in den Vereinigten Staaten für weitere Podestplätze. In Presque Isle war Neuner mit Kathrin Hitzer, Alexander Wolf und Daniel Böhm im letzten Mixed-Staffelrennen vor den Weltmeisterschaften erfolgreich. In der Verfolgung verbesserte sie sich bei schwierigen Windverhältnissen am Schießstand nach Platz sechs im Sprint auf Rang vier. Eine Woche später lief sie in Fort Kent bei allen drei Wettkämpfen auf das Podium und erreichte dabei im Massenstart mit nur einem Schießfehler den zweiten Saisonsieg.
Bei den Biathlon-Weltmeisterschaften 2011 in Chanty-Mansijsk errang Neuner Medaillen in fünf der sechs ausgetragenen Wettbewerbe. Zum Auftakt belegte sie mit der Mixed-Staffel den zweiten Platz und wurde im Sprint nach fehlerfreier Schießleistung erneut Weltmeisterin. In der Verfolgung verpasste sie in Führung liegend mit zwei Schießfehlern am letzten Anschlag einen weiteren Sieg und musste sich der Finnin Kaisa Mäkäräinen geschlagen geben. Nach Rang fünf im Einzel wurde sie mit dem Titel im Massenstart erfolgreichste deutsche WM-Teilnehmerin vor Petra Behle. Einen Tag später gewann sie mit der Staffel ihre zehnte Goldmedaille und löste die Russin Jelena Golowina als Rekordhalterin bei Weltmeisterschaften ab.
Mit ihrem fünften Einzelsieg der Saison beim letzten Sprintrennen in Oslo gewann Neuner zum zweiten Mal in ihrer Karriere die Wertung in dieser Disziplin. Zwei Tage danach musste sie mit der Verfolgung den insgesamt fünften Einzelwettkampf der Saison aus Krankheitsgründen absagen. Damit konnte sie nicht mehr in den Kampf um die Gesamtwertung eingreifen, nachdem der Rückstand auf die spätere Gesamtweltcupsiegerin Kaisa Mäkäräinen zwischenzeitlich nur noch 22 Punkte betragen und die IBU die Streichresultate abgeschafft hatte. Von der Erkältung geschwächt, scheiterte sie im abschließenden Massenstart mit der achtbesten Laufzeit auch beim Versuch, die Führung im Disziplinenweltcup zu verteidigen. Neuner wurde von Darja Domratschawa um acht Punkte distanziert und erreichte Rang fünf im Gesamtweltcup.

### Dritter Gesamtweltcupsieg (2011/12)

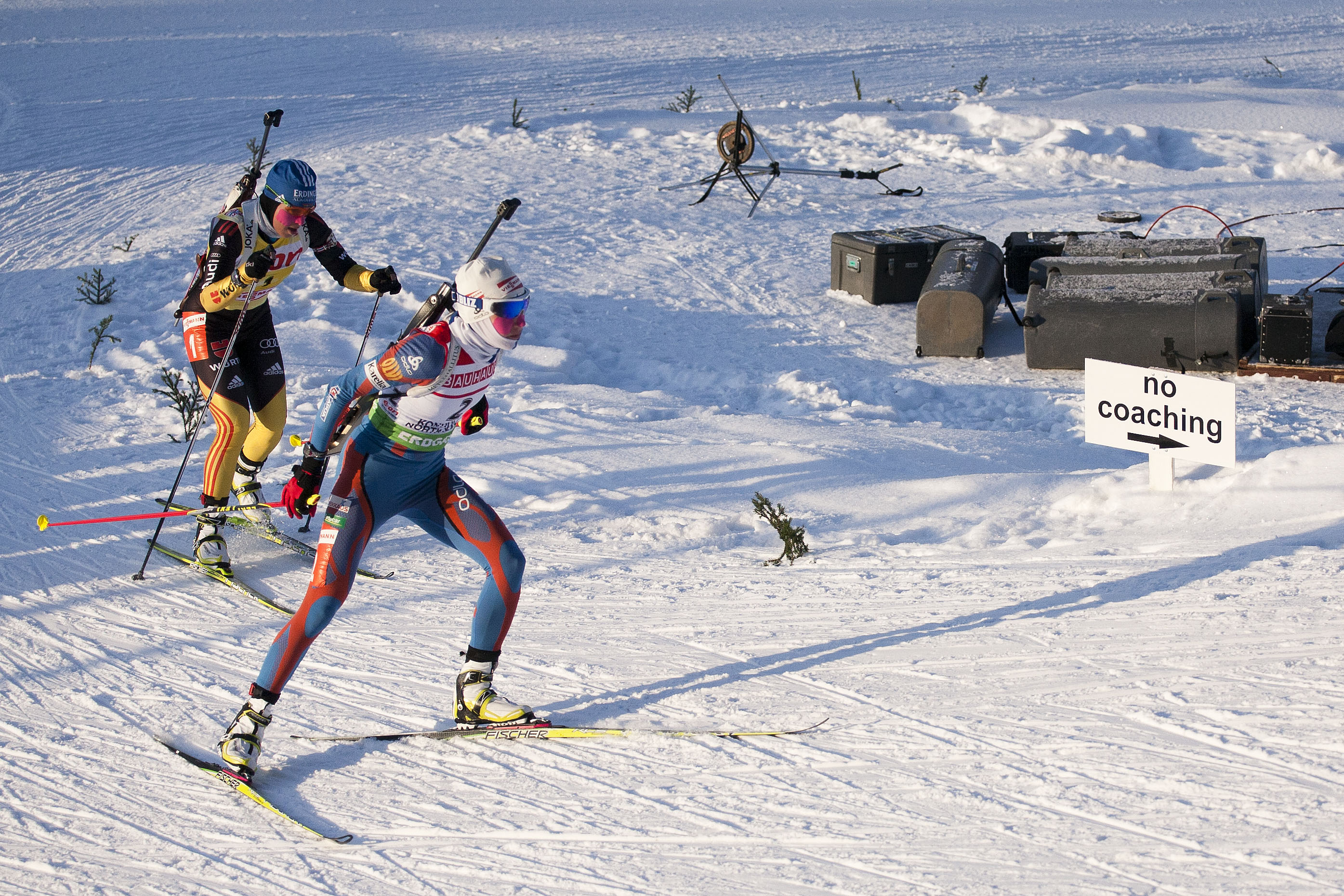
Neuner (links) mit Kaisa Mäkäräinen beim Weltcup in Kontiolahti, Februar 2012

Bei den deutschen Meisterschaften 2011 in Langdorf und Ruhpolding lag Neuner mit Sprint, Verfolgung und Massenstart in drei von vier Einzelrennen vorne und belegte an der Seite ihrer Trainingspartnerin Miriam Gössner sowie Förderkaderathletin Christina Maierhofer mit der bayerischen Staffel Rang drei. Einen weiteren Titel holte sie mit Florian Graf und Daniel Graf in der Mixed-Staffel. Mit 101 von 120 möglichen Punkten gewann sie zum ersten Mal die abschließende Pokalwertung vor Tina Bachmann und Nadine Horchler.
Nach den krankheitsbedingten Ausfällen der Vorjahre ging Neuner bei der Saisonvorbereitung eigene Wege und blieb dem traditionellen Mannschaftslager in Muonio fern. Das individuelle Training in der Skisporthalle Oberhof sowie in Obertilliach zahlte sich bereits zum Saisonauftakt in Östersund aus. Mit einem Sieg und zwei dritten Plätzen gelang ihr der beste Start ihrer Karriere in eine Weltcupsaison. Im Sprintrennen feierte sie den 25. Einzelerfolg und übernahm zu einem frühen Saisonzeitpunkt das gelbe Trikot in der Gesamtwertung.
Am 6. Dezember 2011 kündigte Neuner auf ihrer Homepage den Rücktritt vom aktiven Biathlonsport zum Ende der Saison an. Einen Tag später erläuterte sie ihre Beweggründe bei einer Pressekonferenz im österreichischen Leogang vor dem zweiten Weltcup im nahegelegenen Hochfilzen. Die Wahl des für Leistungssportler ungewöhnlich frühen Zeitpunkts begründet sie mit Motivationsproblemen und dem Wunsch zur Rückkehr in die Normalität, auch Familienplanung sei für sie ein Thema.
Beim zweiten Weltcup baute Neuner die Führung in der Gesamtwertung mit ihrem zweiten Saisonsieg im Sprint und Platz drei in der anschließenden Verfolgung aus. Als Schlussläuferin der deutschen Staffel belegte sie zusammen mit Franziska Hildebrand, Andrea Henkel und Tina Bachmann Rang sechs. Während des dritten Weltcups, der wegen Schneemangels von Annecy ebenfalls nach Hochfilzen verlegt worden war, erreichte Neuner keinen weiteren Podestplatz. Vor der Wettkampfpause verteidigte sie dennoch das gelbe Trikot der Gesamtweltcupführenden.
Nach dem Jahreswechsel konservierte Neuner ihre stabile Form. Während sie in Oberhof beide Einzelrennen für sich entscheiden konnte, vergab sie als Schlussläuferin der deutschen Staffel beim letzten Anschlag mit vier Schießfehlern einen möglichen Sieg. Einen weiteren Aussetzer hatte sie bei der anschließenden Weltcuppremiere im tschechischen Nové Město na Moravě. In Führung liegend schoss sie erstmals in ihrer Karriere irrtümlich auf die Scheiben der benachbarten Bahn und fiel in der Verfolgung nach vier zusätzlichen Strafrunden auf Rang sieben zurück. Nach den Plätzen eins und drei beim Sprint und Massenstart von Antholz gelang Neuner in Oslo der zweite Doppelerfolg der Saison. Durch den Triumph in der Verfolgung schob sie sich mit nun 31 Weltcupsiegen in der Bestenliste an Uschi Disl vorbei und belegte hinter der Schwedin Magdalena Forsberg den zweiten Platz. Am abschließenden Massenstartrennen nahm sie vorsorglich wegen einer Erkältung nicht teil. In Kontiolahti zeigte sie sich gut erholt und erreichte in Sprint und Verfolgung die Ränge eins und zwei.
Zum Auftakt der Weltmeisterschaften in Ruhpolding erreichte Neuner mit Andrea Henkel, Andreas Birnbacher und Arnd Peiffer den dritten Platz in der Mixed-Staffel. Im Sprint gewann sie mit einem fehlerfreien Schießen ihren elften Titel vor ihrer größten Konkurrentin um den Gesamtweltcup, der laufstarken Weißrussin Darja Domratschawa. Außerdem sicherte sie sich vorzeitig den Sprintweltcup und schloss mit dem sechsten Einzeltitel zu den bislang führenden ehemaligen Sportlerinnen Magdalena Forsberg sowie Liv Grete Poirée auf. Am folgenden Tag belegte sie in der Verfolgung den zweiten Platz hinter Domratschawa, nachdem sie bis zum zweiten stehenden Anschlag geführt hatte. Die drei letzten Wettkämpfe waren hingegen von unterdurchschnittlichen Schießleistungen gekennzeichnet. Mit ihrem schlechtesten Resultat bei Weltmeisterschaften – Rang 23 im Einzel – gelang es Neuner nicht, in ihrer Karriere auch in dieser Disziplin eine Medaille zu erringen. An der Seite ihrer Teamkolleginnen Tina Bachmann, Miriam Gössner und Andrea Henkel erkämpfte sie sich in der Staffel an zweiter Position trotz einer Strafrunde die zweite Goldmedaille. Mit ihrem zwölften Titel zog sie in der geschlechterübergreifenden Bestenliste als alleinige deutsche Rekordhalterin bei Weltmeisterschaften vorbei an Frank Luck auf Platz zwei hinter Ole Einar Bjørndalen. Im abschließenden Massenstart reichte es nach sechs Schießfehlern nur zu Platz zehn.
Beim Weltcupfinale in Chanty-Mansijsk leistete sich Neuner zwei Schießfehler im Sprint und distanzierte dennoch die Konkurrenz dank ihrer guten Laufform. Mit dem insgesamt zehnten Einzelerfolg in der Saison und dem achten Sieg im zehnten Rennen in dieser Disziplin gewann sie die zugehörige Wertung mit großem Vorsprung. Tags darauf reichte der vierte Platz in der Verfolgung zum dritten Gesamtweltcupsieg. Beim letzten Wettkampf ihrer Karriere am 18. März 2012 belegte sie im Massenstart mit sechs Schießfehlern Platz sechs.

### Schauwettkämpfe
Am 30. Dezember 2005 startete Neuner erstmals beim Biathlon-City-Sprint in Garmisch-Partenkirchen. Die Marktgemeinde richtete zum zehnten Jubiläum des Skilanglaufrennens einen zusätzlichen Wettkampf im Biathlon aus. Abgesehen von einer erkältungsbedingten Pause im Jahr 2007 war Neuner in den Folgejahren regelmäßige Teilnehmerin des Wettbewerbes in ihrem Geburtsort. Bei der Premiere lief Neuner mit ihrem männlichen Partner Marcel Lorenz als Zweite ins Ziel. Dieselbe Platzierung wiederholte sie im darauf folgenden Jahr zusammen mit ihrem damaligen Freund, dem österreichischen Biathleten Franz Perwein. 2008 war sie zunächst mit Toni Lang erfolgreich, bevor 2009 bis 2011 drei weitere Siege an der Seite von Matthias Bischl folgten.
Beim 2. Entega-Team-Biathlon in Bürstadt kam Neuner am 6. Juni 2010 mit ihrem Skilanglaufpartner Tobias Angerer auf Rang drei. Den City-Biathlon in Püttlingen am 7. August 2011 beendete Neuner auf Platz zwei.
An der seit 2002 alljährlich stattfindenden World Team Challenge in der Veltins-Arena in Gelsenkirchen nahm Neuner zum ersten Mal Ende Dezember 2006 teil. Als drittbestes deutsches Team belegte sie mit Staffelpartner Michael Rösch hinter den Siegern Ole Einar Bjørndalen und Linda Grubben Rang sechs. Ende März 2011 musste sie den Start aufgrund gesundheitlicher Probleme kurzfristig absagen. Im Rahmen der elften Auflage der Veranstaltung bestritt sie am 29. Dezember 2012 ihren letzten Wettkampf gegen langjährige Weggefährtinnen und verabschiedete sich mit Platz zwei hinter Dorothea Wierer vom aktiven Profisport und ihren Fans.

### Nach dem Rücktritt vom aktiven Leistungssport

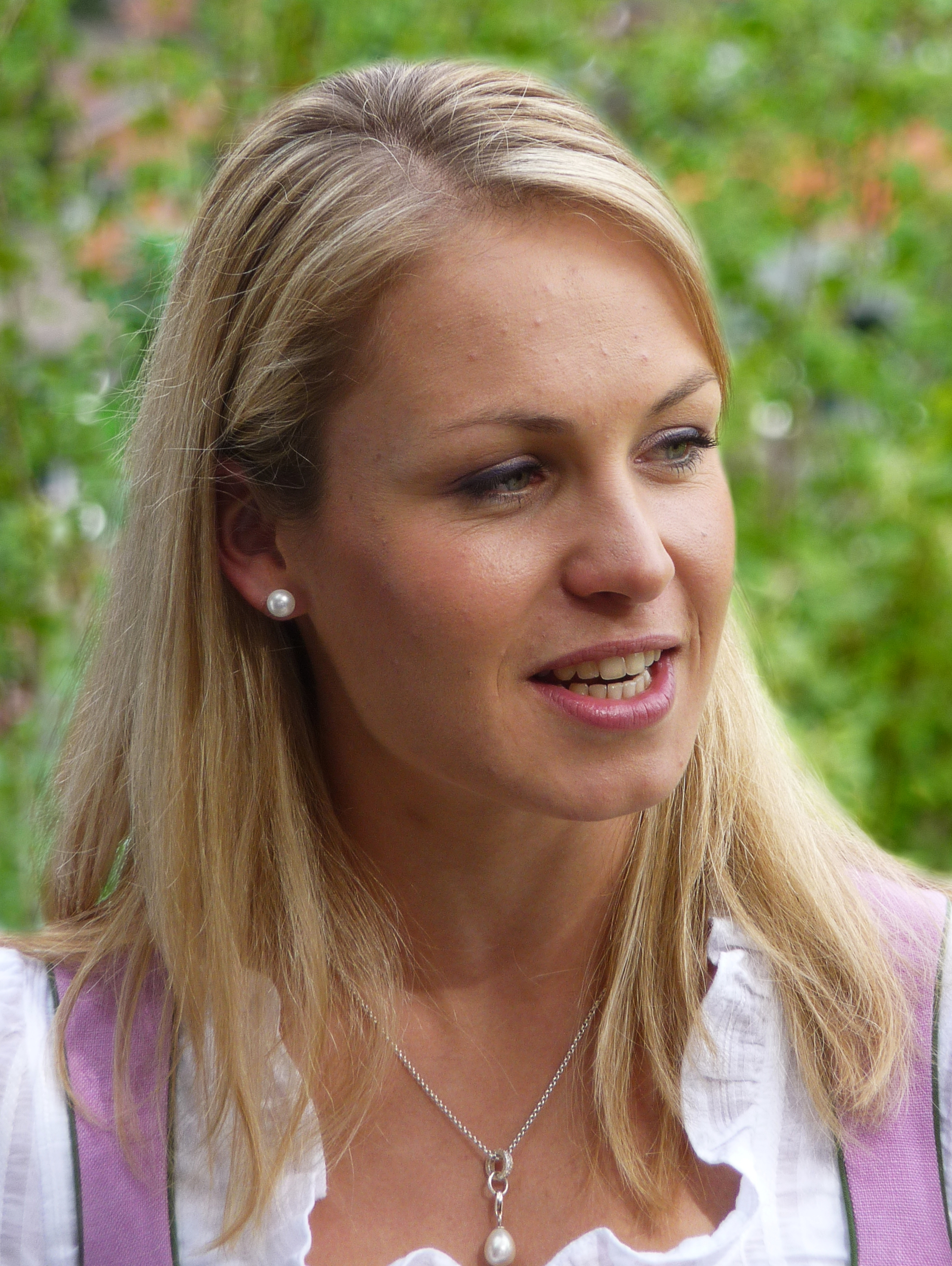
Neuner bei der offiziellen Eröffnung des Magdalena-Neuner-Panoramawegs in Wallgau, Mai 2013

Im Mai 2012 bestand Neuner in Oberhof die Abschlussprüfung für die C-Trainerlizenz. Eine Rückkehr in den professionellen Biathlonsport als Aktive oder Bundestrainerin schloss sie wiederholt aus. Nach der Beendigung ihrer sportlichen Laufbahn war sie weiterhin für etwa ein Dutzend Sponsoren bei Veranstaltungen, Werbeaufnahmen und Fotoshootings unterwegs. Als ehrenamtliche Botschafterin engagierte sie sich für soziale Einrichtungen. Hinzu kamen diverse Auftritte in Fernseh- und Hörfunksendungen sowie Autogrammstunden und die Teilnahme an Gesprächsrunden wie Podiumsdiskussionen.
Im Vorfeld der Olympischen Sommerspiele 2012 in London lieferte Neuner Hintergrundreportagen für einen Sportartikelhersteller. Im Rahmen des fünften Weltcups in Ruhpolding debütierte sie im Januar 2013 als Co-Moderatorin an der Seite von Matthias Opdenhövel für die ARD-Fernsehshow Star Biathlon, die Anfang Februar 2014 in Garmisch-Partenkirchen fortgesetzt wurde. Sie war am Entwurf der Mützen für die Kollektion, mit der die deutsche Mannschaft bei den Olympischen Winterspielen 2014 in Sotschi eingekleidet wurde, beteiligt. Für diverse Fernsehsender berichtete sie als Expertin insbesondere von den olympischen Biathlonwettbewerben. Anfang September 2014 löste Neuner mit einer kritischen Bestandsaufnahme der Strukturen im Deutschen Skiverband eine Kontroverse aus. In einem Interview machte sie die Funktionäre für die enttäuschenden Leistungen der Frauenmannschaft bei den Olympischen Winterspielen mitverantwortlich und bezeichnete die Trainingsmethodik als veraltet. Neben Herbert Fritzenwenger war sie Co-Moderatorin der World Team Challenge 2014 in der Gelsenkirchener Veltins-Arena. An der Seite von Michael Antwerpes begleitete sie den Biathlon-Weltcup von  2015/16 bis  2020/21 als zweite ARD-Expertin im Wechsel mit Kati Wilhelm.
Aufgrund eigener Erfahrungen mit Burnout-ähnlichen Phasen in ihrem sportlichen und privaten Leben absolvierte Neuner Anfang der 2020er-Jahre unter anderem Fernstudiengänge als Stress- und Resilienztrainerin.

## Leistungsentwicklung

### Skilauf

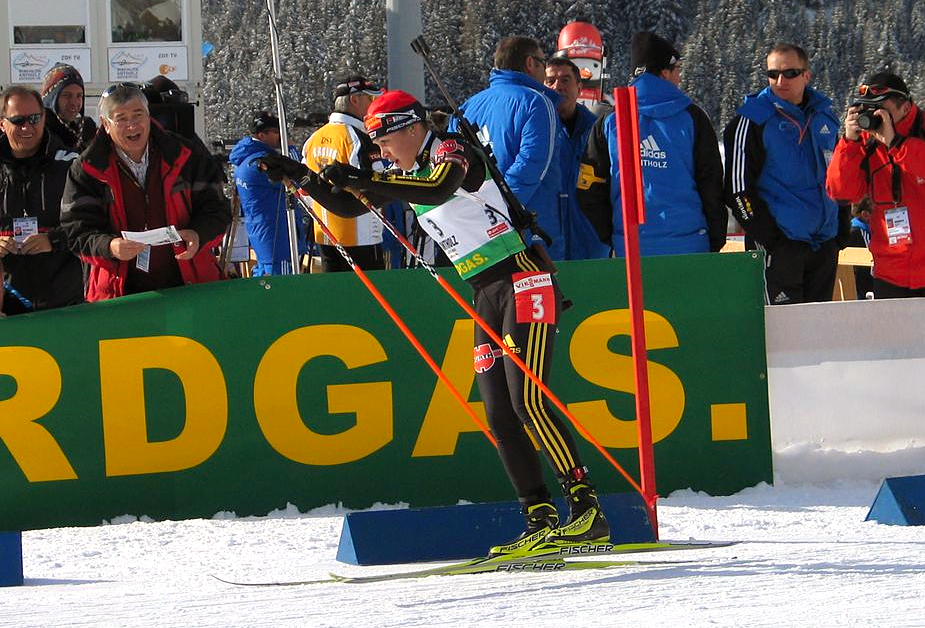
Neuner mit Skating-Technik in Antholz, Januar 2009

Neuner zählte zu den schnellsten Läuferinnen im Weltcupfeld und erreichte in 66 von insgesamt 151 Einzelrennen im Weltcup (44 Prozent) die beste Laufzeit (Schießzeiten und Strafrunden nicht mitgezählt). Mit ihrer guten Lauftechnik und Kondition war sie in der Lage, je nach Disziplin und Kontrahentin mehrere Schießfehler zu kompensieren. Bei den Weltmeisterschaften 2008 gewann sie den Massenstart mit vier Fehlschüssen gegen Tora Berger, die die Scheiben nur einmal nicht traf. Neuner war auf der Strecke fast eine Minute schneller, egalisierte damit die drei zusätzlichen Strafrunden und kam mit einem knappen Vorsprung ins Ziel. In der Saison 2007/08 belegte sie sowohl im Verfolgungs- als auch im Massenstartrennen von Antholz mit jeweils sechs Schießfehlern noch Platz vier.
Schon in der Jugendzeit hielt sie dem Niveau höherer Altersklassen sowie gleichaltriger männlicher Trainings- und Wettkampfpartner stand. Bei ihren ersten Einsätzen als Seniorin im Europacup konnte sie sich insbesondere mit starker Konkurrenz aus Russland um Anna Bulygina und Oksana Neupokojewa messen. Ihre Laufleistungen blieben auch nach dem Wechsel in den Seniorenbereich konstant hoch; in der Saison 2005/06 lief sie in vier von zehn Europacuprennen Bestzeit.
Anders verlief dagegen das Weltcupdebüt im Januar 2006: Teamkollegin Kati Wilhelm hatte auf der kurzen Sprintdistanz über eine Minute Vorsprung in der Spur. Neuner kam auf der Strecke auf Platz 23 und stürzte beim Zieleinlauf. Auch andere gute Läuferinnen wie Uschi Disl, Andrea Henkel, die Französin Sandrine Bailly und die Schwedin Anna Carin Zidek – in den Folgejahren eine der stärksten Konkurrentinnen – konnten sich zu dieser Zeit noch recht deutlich absetzen. Beim vorletzten Weltcup in Kontiolahti verringerten sich die Zeitabstände. Neuner erreichte bei der Verfolgung mit Rang vier ihre beste Laufplatzierung in der Saison; im ersten Weltcupjahr kam sie in vier von zehn Wettbewerben unter die besten zehn. Zu Beginn der Folgesaison 2006/07 offenbarte sie einen erneuten Leistungsschub und holte ihre erste von insgesamt sieben Laufbestzeiten (29 Prozent) beim Sprint von Östersund. Nur in einem Saisonrennen war sie nicht in den Top Ten. Mit ihren Laufergebnissen orientierte sie sich nunmehr ausschließlich an der Weltspitze. Den Gesamtweltcupsieg 2007/08 verdankte Neuner ihrer dominanten läuferischen Verfassung während der gesamten Saison. Sie war konstant unter den drei Laufbesten, in 19 von 25 Wettbewerben (76 Prozent) belegte sie zudem Platz eins. In der Endabrechnung gaben die im Vergleich zu anderen Topathletinnen erheblich schlechteren Schießergebnisse nicht mehr den Ausschlag.
In der Saison 2008/09 lieferten wiederum Anna Carin Zidek, aber auch die erstarkte Russin Swetlana Slepzowa über einen längeren Zeitraum vergleichbare Leistungen ab. Lediglich an formstarken Tagen konnte ein erweiterter Kreis um Läuferinnen wie Kati Wilhelm, Andrea Henkel oder die Chinesin Wang Chunli ein ähnlich hohes Tempo gehen. Der Weltcupbeginn war zunächst von umgekehrten Vorzeichen geprägt: Nachdem die Saisonvorbereitung durch mehrere Krankheiten beeinträchtigt war, sprangen beim Auftakt in Östersund nur Laufplatzierungen zwischen Platz 14 und 21 heraus. Selbst ein perfektes Schießresultat im Sprint und nur ein Fehler beim Einzel glichen die physischen Defizite nicht vollständig aus. Nach dem Jahreswechsel zeigte Neuner wieder die gewohnten Stärken und lieferte in 14 der verbliebenen 18 Wettbewerbe die Laufbestzeit ab. Dieser Leistungsverlauf wiederholte sich aufgrund krankheits- oder verletzungsbedingter Ausfälle in ähnlicher Weise bei den ersten Wettkämpfen der Saison 2009/10. In der zweiten Saisonhälfte lag sie bei den Weltcups in Antholz, Kontiolahti und Chanty-Mansijsk in allen Einzelrennen vorn und lief Bestzeit in neun der letzten 15 Wettbewerbe. Trotz ausgelassener Rennen wegen Erkältungen zum Saisonauftakt in Östersund sowie später in Antholz und Oslo untermauerte Neuner in der Saison 2010/11 ihre Laufstärke mit Bestzeiten in 12 von 21 Einzelwettkämpfen. Ausgeglichener verlief hingegen die Saison 2011/12. Insbesondere die Weißrussin Darja Domratschawa war in der Loipe häufig schneller unterwegs, sodass Neuner in nur fünf von 25 Rennen vorne lag.

### Schießen

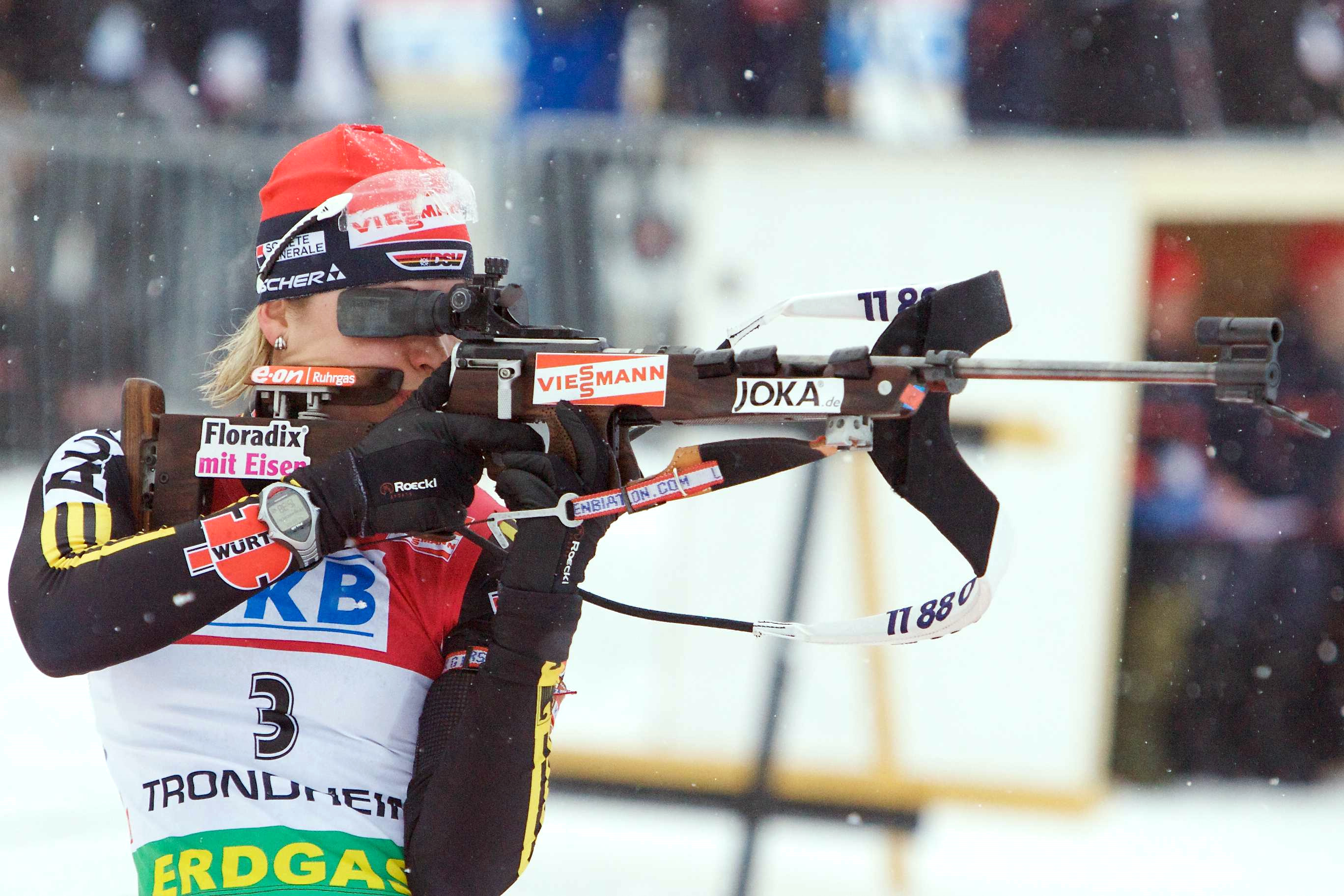
Neuner beim stehenden Anschlag in Trondheim, März 2009

Mit 77 Prozent durchschnittlicher Trefferquote seit ihrem Weltcupdebüt belegte Neuner einen Platz im Mittelfeld. Während eine Quote von 88 Prozent im liegenden Anschlag vergleichbar mit den Leistungen der weltbesten Schützinnen unter den Biathletinnen war, bedeutete ein Mittel von 67 Prozent im stehenden Anschlag nur eine Platzierung auf den mittleren bis hinteren Rängen des Starterfeldes.
Ihre besten Schießresultate hatte Neuner 2009/10 und 2010/11 mit einer Gesamtquote von jeweils 81 Prozent, ihr schlechtestes Ergebnis in der Saison des ersten Gesamtweltcupsieges 2007/08 mit 73 Prozent. Die Treffgenauigkeit lag damit unterhalb der Vergleichswerte der Siegerinnen aus den Vorjahren (Andrea Henkel: 84 Prozent, Kati Wilhelm: 87 Prozent und Sandrine Bailly: 81 Prozent). Helena Ekholm schaffte in der Saison 2008/09 einen Schnitt von 89 Prozent. Bei ihren Erfolgen profitierte Neuner demnach überwiegend von ihrer Laufstärke. Ausnahme bildete der Weltcupsieg 2008/09 in der schießlastigen Einzeldisziplin, für den sie eine überdurchschnittliche Quote von 88 Prozent benötigte.
Im Verlauf ihrer Weltcupkarriere schoss Neuner in neun Rennen fehlerfrei. Die schlechteste Bilanz mit neun Schießfehlern verbuchte sie bei der Verfolgung in Hochfilzen im Dezember 2008. Den folgenschwersten Leistungsabfall hatte Neuner beim Massenstart von Antholz im Januar 2009: Mit 15 Treffern und über 50 Sekunden Vorsprung auf die Zweitplatzierte verfehlte sie beim zweiten Stehendschießen alle Scheiben und fiel nach fünf Strafrunden auf Platz sieben zurück. Einen ähnlichen Aussetzer hatte sie im Januar 2012 als Schlussläuferin der deutschen Staffel in Oberhof, bei dem sie die knappe Führung nach vier Strafrunden aus dem letzten Schießen verlor und drei Plätze einbüßte. Ebenfalls in Führung liegend, gab sie beim anschließenden Weltcup in Nové Město na Moravě während des ersten stehenden Anschlags vier Schüsse auf die Scheiben der benachbarten Bahn ab (Crossfire genannt), ehe sie den Fehler bemerkte; die vier Treffer auf die falschen Scheiben wurden regelkonform als Fehler gewertet und mit vier Strafrunden geahndet. Sie beendete das Verfolgungsrennen, nachdem durch den fünften Schuss die richtige Scheibe fiel, auf Rang sieben.
Neuners unbeständige Schießleistungen sind charakteristisch für ihren Karriereverlauf und wurden wiederholt in den Medien thematisiert. Eigenen Äußerungen zufolge trug die Fixierung der Öffentlichkeit auf diese Schwäche neben fehlender Erfahrung mit dazu bei, dass sie den Stresssituationen im Wettkampf trotz stabiler Trainingsergebnisse nicht durchgängig gewachsen war. Im Dezember 2006 lief Neuner erstmals in einem Weltcuprennen mit Ohrenstöpseln, um sich am Schießstand besser konzentrieren zu können. Diese Methode wendete sie über viele Jahre häufig bei den publikumswirksamen Veranstaltungen im eigenen Land an. Im Sommer 2008 nahm Neuner Sondertraining beim früheren Weltmeister der Sportschützen Rudi Krenn und ließ sich neben technischen Korrekturen am Anschlag im darauf folgenden Jahr einen neuen Schaft bauen. Darüber hinaus arbeitete sie zeitweise mit einem Mentaltrainer zusammen und praktizierte gemeinsam mit der Mannschaft durch Musik unterstützte Entspannungsverfahren nach der Methode der Audiovisuellen Wahrnehmungsförderung (AVWF). In der Saison 2009/10 verbesserte Neuner die Quote im Stehendschießen im Vergleich zum Vorjahr um fünf Prozentpunkte auf 71 Prozent und in der Folgesaison um drei weitere Prozentpunkte. Gleichzeitig stabilisierte sie den liegenden Anschlag auf hohem Niveau. In der Saison 2011/12 blieb ihre Quote im Liegendschießen in etwa gleich, während die Resultate im stehenden Anschlag unter anderem wegen der Missgeschicke von Oberhof und Nové Město na Moravě um vier Prozentpunkte nach unten gingen. Durch schnelle Schießzeiten konnte sie häufig die im Vergleich zur Vorsaison etwas schlechteren Laufleistungen ausgleichen.

## Öffentliche Wahrnehmung

### Management und Vermarktung

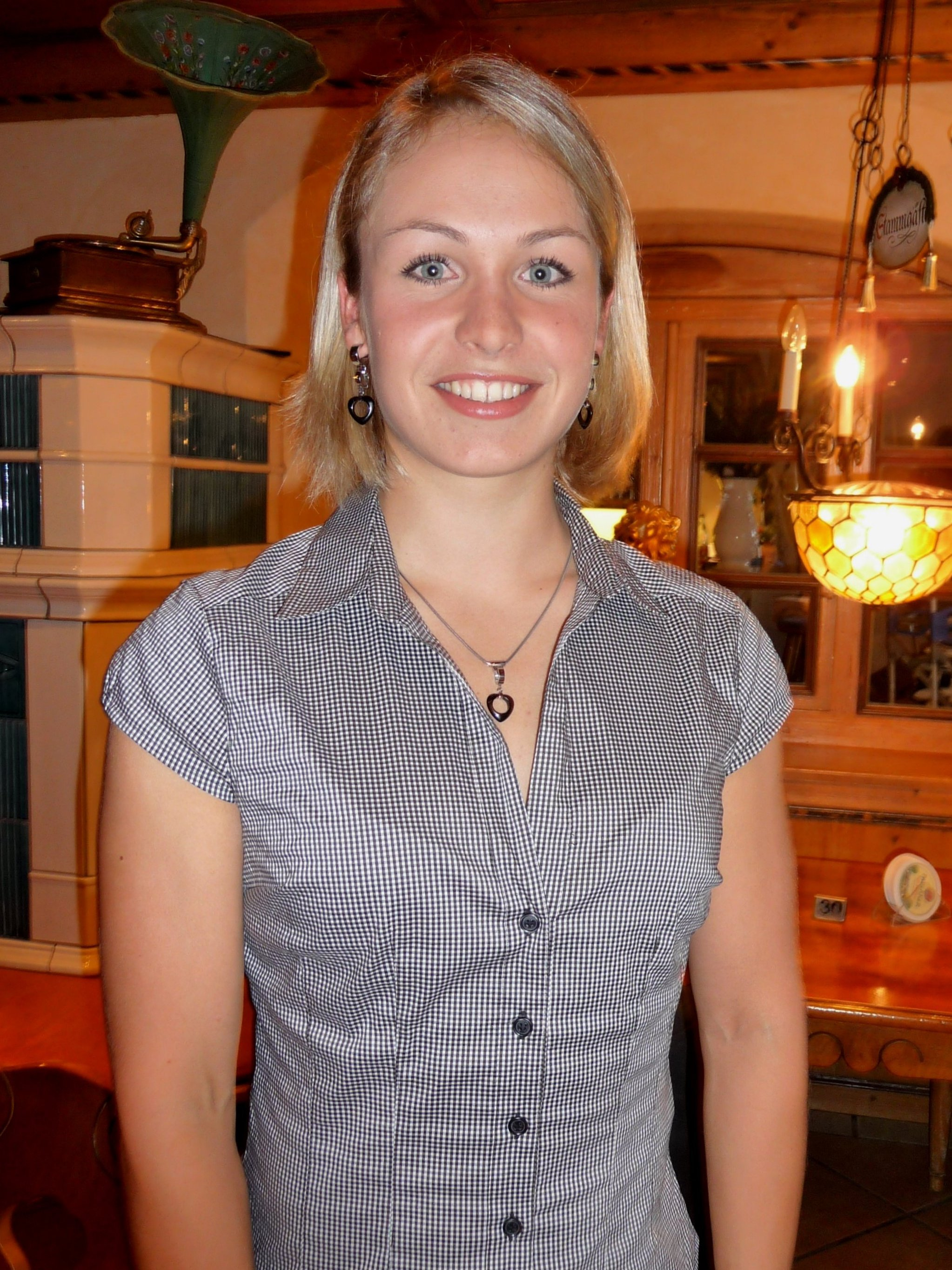
Neuner in Wallgau, Mai 2009

Bereits im Juniorenalter galt Neuner in Expertenkreisen als aufstrebendes Talent. Über die sportlichen Perspektiven hinaus war auch die Werbewirtschaft frühzeitig von ihrem Vermarktungspotential überzeugt. Infolge des ersten Weltcupsieges und der drei WM-Titel von Antholz stieg das Interesse an ihrer Person als Werbeträger zu Beginn des Jahres 2007 sprunghaft an. In kürzester Zeit kamen über 80 seriöse Sponsorenanfragen zusammen. Um die Begehrlichkeiten der Wirtschaft nicht ausufern zu lassen, wählte Neuner zusammen mit ihrem damaligen Manager Stephan Peplies den Weg der „sanften Vermarktung“. Die Auswahl der Werbepartner beschränkte sich anfangs auf Produkte, zu denen sie über einen „konkreten persönlichen Bezug“ verfügte. Nach den WM-Erfolgen von Östersund und dem Sieg im Gesamtweltcup erreichte das Sponsoreninteresse im Frühjahr 2008 einen weiteren Höhepunkt. Der gesteigerte Marktwert verhalf ihr zu neuen Werbeverträgen, unter anderem mit einer Großbank, einem regionalen Schuhhandelsunternehmen, einem Anbieter für Bodenbeläge und Heimtextilien sowie einem Strickgarnhersteller. Sie stand zudem Modell bei Fotoshootings und drehte Werbespots für eine Telefonauskunft sowie ein Computerspiel.
Kurz vor den Olympischen Winterspielen 2010 wechselte sie das Management und startete eine Zusammenarbeit mit Stefan Schwarzbach, Sprecher des Deutschen Skiverbandes, und der von ihm gegründeten Agentur Triceps. Seit März 2010 wirbt sie neben anderen deutschen Biathleten für eine Brauerei, die auch als Premiumsponsor im Biathlon-Weltcup fungiert. Gab sie noch im Februar 2007 vor Journalisten eine abschlägige Antwort auf eine Anfrage des Magazins Playboy, so zeigte sie sich im Juni 2010 bei einer Werbekampagne eines Textilherstellers für Unterwäsche in körperbetonter Pose. Mit dieser Neuausrichtung vollzog Neuner einen Imagewechsel. 2010 und 2011 veröffentlichte sie die beiden Handarbeitsbücher Sieger-Maschen und Strickfilzen mit Magdalena Neuner und steuerte für das Werk Easy style: Stricken für Einsteigerinnen einen Strickkurs auf DVD bei. Neben ihrem offiziellen Webauftritt führt sie eine weitere Internetseite rund um ihr Hobby, die von einem Sponsor bereitgestellt wurde. Sie war zudem Mitglied im Kuratorium der Münchener Bewerbungsgesellschaft während der Kandidatur für die Olympischen Winterspiele 2018 sowie Städtebotschafterin für Augsburg bei der Fußball-Weltmeisterschaft der Frauen 2011. Während der Weltcupsaison 2012/13 stellte sie sich für eine breit angelegte Kampagne eines Energiekonzerns zur Verfügung, der in seiner Rolle als IBU-Titelsponsor sowohl in der Fernsehwerbung als auch in den Stadien der Austragungsorte präsent war.
Ihre Etablierung als eigene Marke in der Testimonialwerbung machte eine Studie über den Einsatz von Prominenten im Marketing vom März 2012 deutlich. In der deutschen Top-Ten-Rangliste belegte Neuner unmittelbar nach ihrem Karriereende mit einem Celebrity Performance Index von 65,0 gemeinsam mit Steffi Graf Platz vier vor Sebastian Vettel. Darüber hinaus verfügte sie zum damaligen Zeitpunkt über eine gestützte Bekanntheit von über 76 Prozent. Besonders hinsichtlich ihrer Eignung als Orientierungsperson – bestehend aus den Komponenten Identifikation, Vorbildfunktion und Meinungsführerpotential – war die Bewertung überdurchschnittlich hoch. Im SportMonitor des Sport-Informations-Dienstes (SID) vom Juli 2010 nannte die befragte Zielgruppe Neuner als zweitbekannteste aktive deutsche Sportlerin hinter Formel-1-Rennfahrer Michael Schumacher. Spätere Umfragen bestätigten Neuners fortwährende Popularität auch nach der Beendigung der sportlichen Karriere. Mehr als die Hälfte der Befragten äußerte sich zu diesem Zeitpunkt negativ oder ungewiss über das zukünftige Interesse am Biathlonsport in Deutschland. Auswertungen des Zweiten Deutschen Fernsehens belegten im Jahr darauf eine gegenläufige Entwicklung. Mit durchschnittlich 3,85 Millionen Zuschauern legte Biathlon in der Publikumsgunst zu und blieb in der Saison 2012/13 die beliebteste Wintersportart.
In der Folgezeit war Neuner Markenbotschafterin für diverse Unternehmen, unter anderem Möbelmarken und Raumausstatter, und blieb ihren Partnern langjährig als Werbefigur erhalten. Sie fokussierte sich außerdem auf Gesundheitsthemen.

### Medienpräsenz
Neuners erste Erfolge Anfang 2007 riefen ein großes Medienecho hervor. Im Verlauf der Folgemonate setzte die Publikumsresonanz neue Maßstäbe bei der ohnehin in Deutschland beliebten Wintersportart. Interviewwünsche bei Fernsehanstalten, Tageszeitungen und Nachrichtenmagazinen zeigten Parallelen zu den Karriereverläufen früherer Sportgrößen wie Tennisspielerin Steffi Graf und Schwimmsportlerin Franziska van Almsick. Die Boulevardpresse gab der Athletin Beinamen wie „Laufwunder“, „Gold-Lena“ und „Turbo-Neuner“. Mit Fanklubs in Nachbarländern wie Tschechien, aber auch in Russland erreichte ihre Popularität zudem das Ausland. Neuners Erscheinungsbild in der Öffentlichkeit wurde durch Begriffe wie Bodenständigkeit und Natürlichkeit auf der einen sowie Professionalität und Eloquenz auf der anderen Seite geprägt. Diese Charaktereigenschaften verhalfen ihr neben dem sportlichen Ehrgeiz zu einem hohen Beliebtheitsgrad. Auch der Tourismus in ihrer Heimatgemeinde Wallgau profitierte von der wiederholt geäußerten Verbundenheit mit ihrer bayerischen Herkunft. An der Seite von Werner Schmidbauer bestieg sie in der am 20. Mai 2013 ausgestrahlten Fernsehsendung Gipfeltreffen den Wallgauer Hausberg Krepelschrofen.
Über die Wettkämpfe hinaus hatte Neuner im Verlauf ihrer Karriere Fernsehauftritte bei Stern TV sowie in mehreren Ausgaben der Sportsendung Blickpunkt Sport des Bayerischen Rundfunks. An der Seite ihrer Teamkolleginnen gab sie im 2007 erschienenen Dokumentarfilm Mit den Waffen einer Frau – Gold im Visier! Einblicke in den Trainings- und Wettkampfalltag. Am 6. März 2010 war sie alleiniger Studiogast in der ZDF-Sportsendung das aktuelle sportstudio. Zur Eröffnung des DFB-Pokalfinales 2011/12 am 12. Mai 2012 trug sie die Trophäe in das Berliner Olympiastadion.
Im November 2011 übernahm Neuner auf Vermittlung ihrer Mannschaftskollegin Nadine Horchler eine Gastrolle in vier Folgen der ARD-Fernsehserie Sturm der Liebe, die Anfang Januar 2012 ausgestrahlt wurden. Nach ihrem Rückzug aus dem Leistungssport nahm sie in den Folgejahren an diversen Unterhaltungssendungen teil. Sie gastierte unter anderem in den Talkshows Pelzig hält sich, Riverboat, Beckmann und Lafer! Lichter! Lecker! sowie im ZDF-Jahresrückblick Menschen 2012. Knapp fünf Jahre nach ihrem ersten Auftritt bei der ZDF-Fernsehshow Wetten, dass..? unterstützte sie am 19. Januar 2013 gemeinsam mit Diskuswerfer Robert Harting einen Wettkandidaten. Im August und September 2013 wirkte sie als prominenter Gast in den Spielshows Deutschlands Superhirn – Kids und Klein gegen Groß mit. Im Juli 2015 und 2016 sowie im Dezember 2024 war sie Kandidatin in der Quizsendung Wer weiß denn sowas?.

### Stalking und Morddrohung
In den Jahren 2009 und 2010 wurde Neuner Opfer von Stalkern. Ende August 2010 kletterte ein 44-jähriger Mann aus dem benachbarten Mittenwald auf den Balkon ihrer Wohnung und klopfte an ihre Balkontüre. Er wurde von der Polizei festgenommen und mit einem Kontaktverbot belegt. Trotzdem hinterließ er an Neuners Pkw mehrere Liebesbekundungen. Im Februar 2012 wurde der Mann, der an einer schweren Psychose litt, verurteilt. Das Landgericht in München stufte ihn als schuldunfähig ein, die Unterbringung in einer psychiatrischen Klinik wurde für drei Jahre zur Bewährung ausgesetzt. Zudem wurde Neuner, insbesondere seit ihren Erfolgen bei den Biathlon-Weltmeisterschaften 2007 in Antholz von Fans heimgesucht, die unangemeldet vor ihrer Haustüre oder in ihrem Garten standen.
Während der Heim-WM in Ruhpolding im März 2012 erhielt Magdalena Neuner eine Morddrohung. Zu ihrem Schutz wurden Zivilpolizisten und weitere Sicherheitskräfte abgestellt. Neuner ging mit diesem Vorfall erst nach dem Ende ihrer aktiven Karriere als Biathletin an die Öffentlichkeit.

### Soziales Engagement
Im Mai 2008 übernahm Neuner die Patenschaft für einen neugeborenen Elch nach einem Besuch der Elchfarm Moose Garden am Rande der Weltmeisterschaften von Östersund. Nach ihrem Karriereende setzte sie sich zusammen mit Skirennläuferin Maria Höfl-Riesch für die Nachwuchsförderung in der Region Werdenfels ein. Mitte September 2012 wurde sie als neue Botschafterin der Björn-Schulz-Stiftung für den Ausbau des Irmengardhofs im Ortsteil Mitterndorf der Gemeinde Gstadt am Chiemsee – ein Nachsorge- und Ferienhaus für schwerstkranke Kinder sowie deren Familien – vorgestellt. Im Rahmen ihrer Unterstützung wirkte sie Anfang Dezember 2013 bei der Sternstunden-Gala im Bayerischen Fernsehen und bei der Aufnahme einer Benefiz-CD der Volksmusikanten Stoaberg musi mit. 2016 übernahm sie die Schirmherrschaft für diese Einrichtung. Außerdem warb sie zusammen mit den Sportlern Lisa Schnitzer (Ski Alpin) und Stephan Holzmann (Skilanglauf) unter dem Motto „Gemeinsam stark“ für die Special Olympics Deutschland, die Mitte Januar 2013 in Garmisch-Partenkirchen stattfanden. Für den Tunnel Oberau übernahm sie Ende 2015 die Tunnelpatenschaft. Im Juli 2017 wurde Neuner vorübergehend Mitglied des Kuratoriums der DFL Stiftung.

## Auszeichnungen und Ehrungen

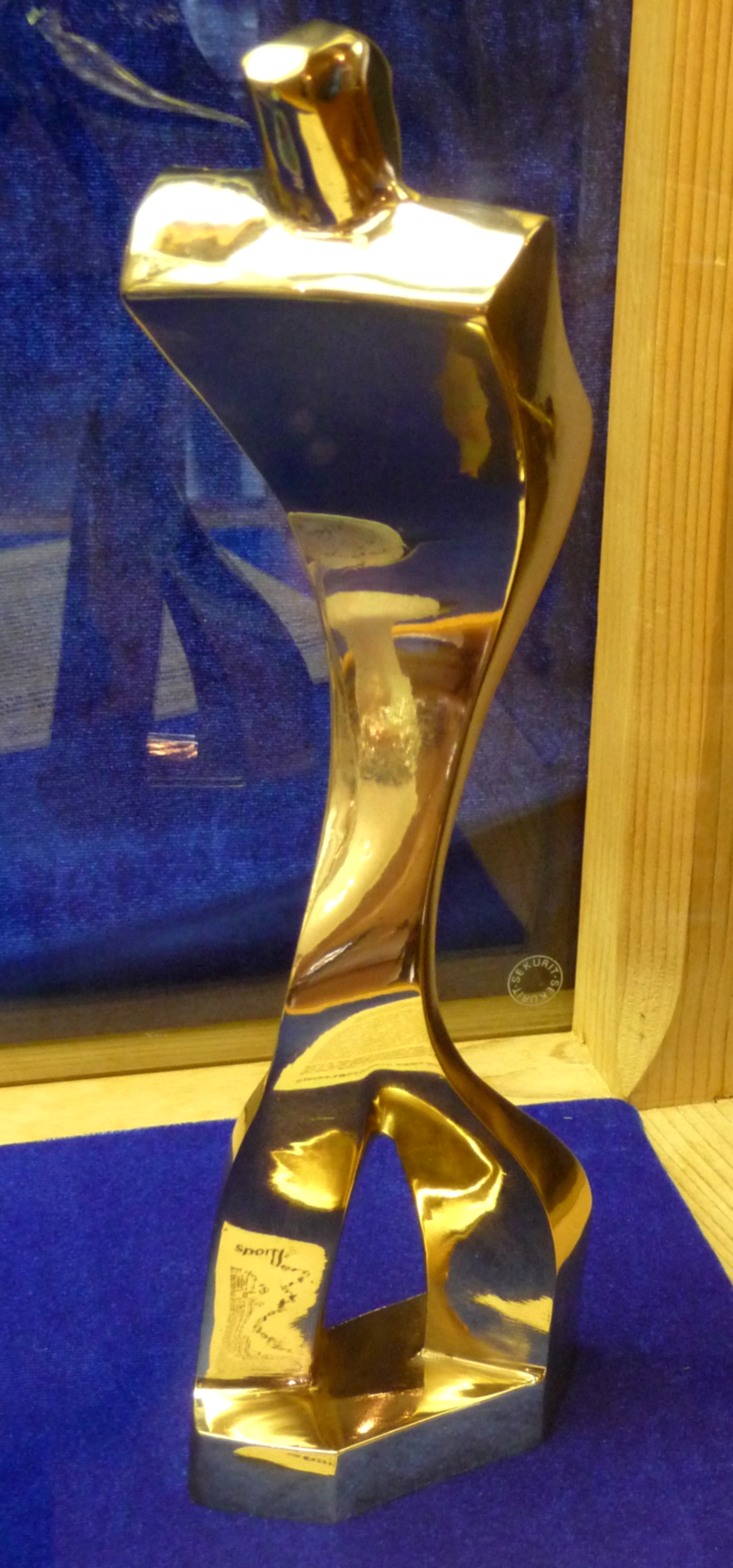
Auszeichnung Sportlerin des Jahres 2007, ausgestellt im Wallgauer Rathaus, Mai 2011

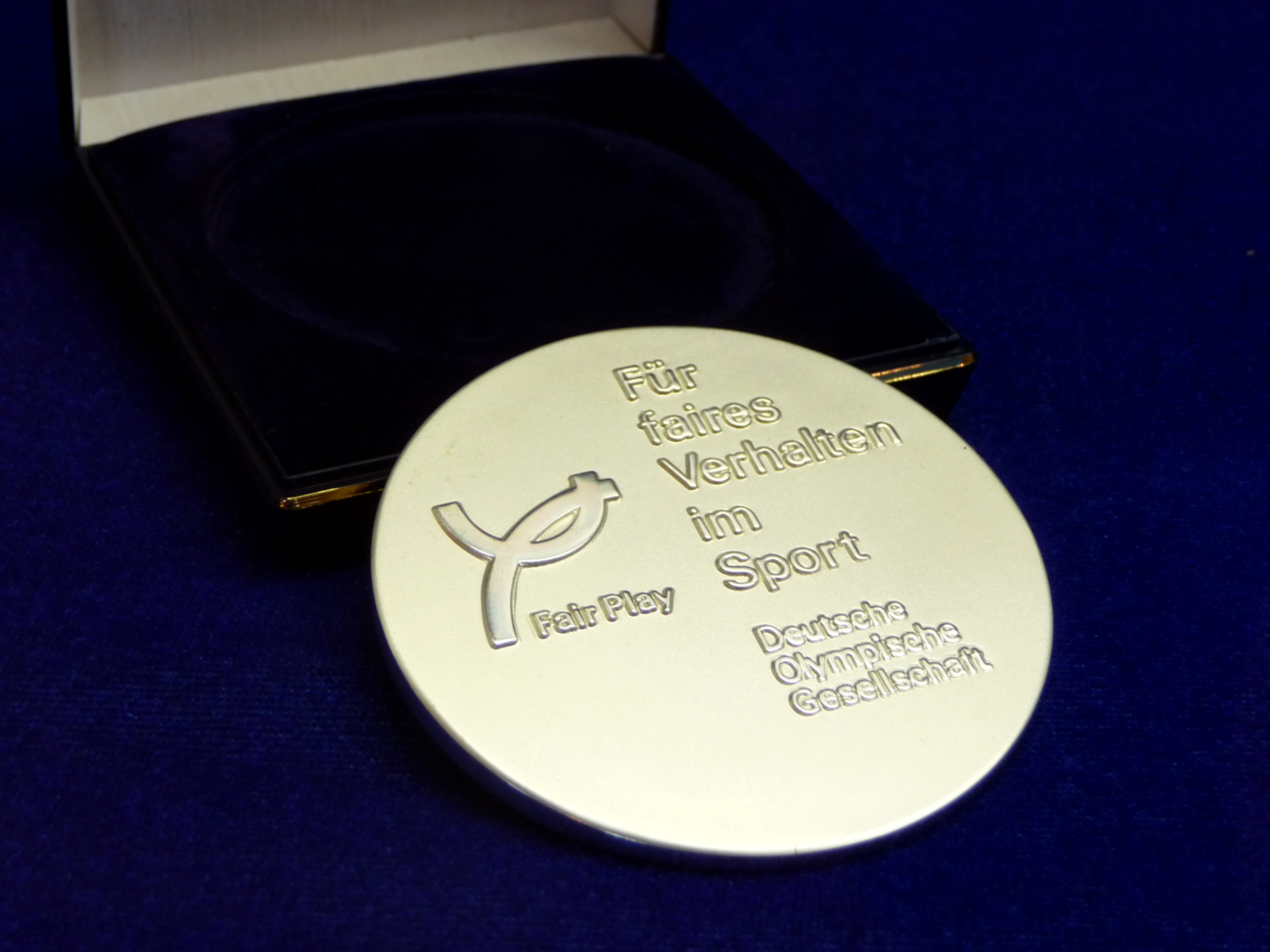
Fair-Play-Plakette 2010

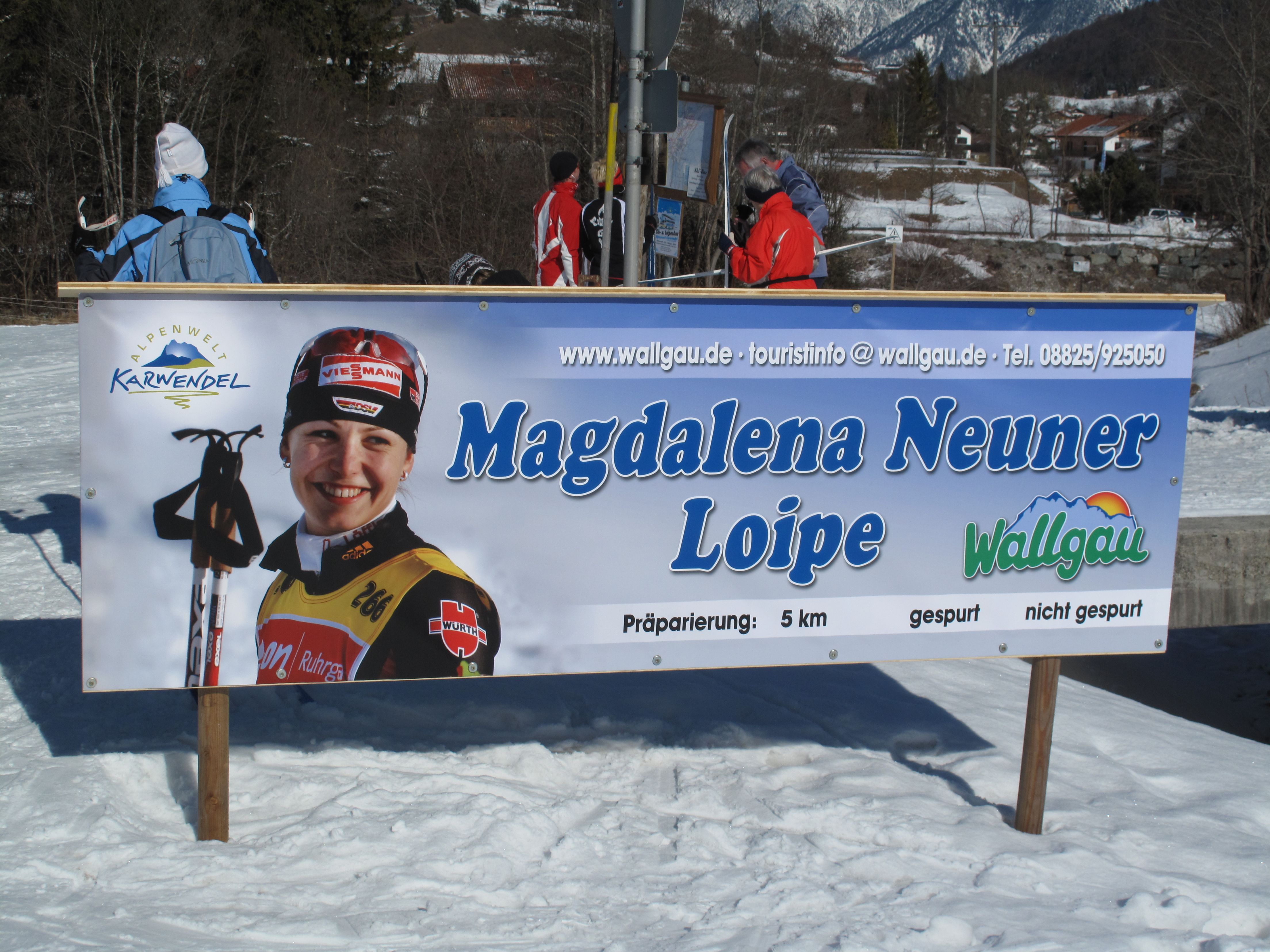
Magdalena-Neuner-Loipe in Wallgau, Februar 2010

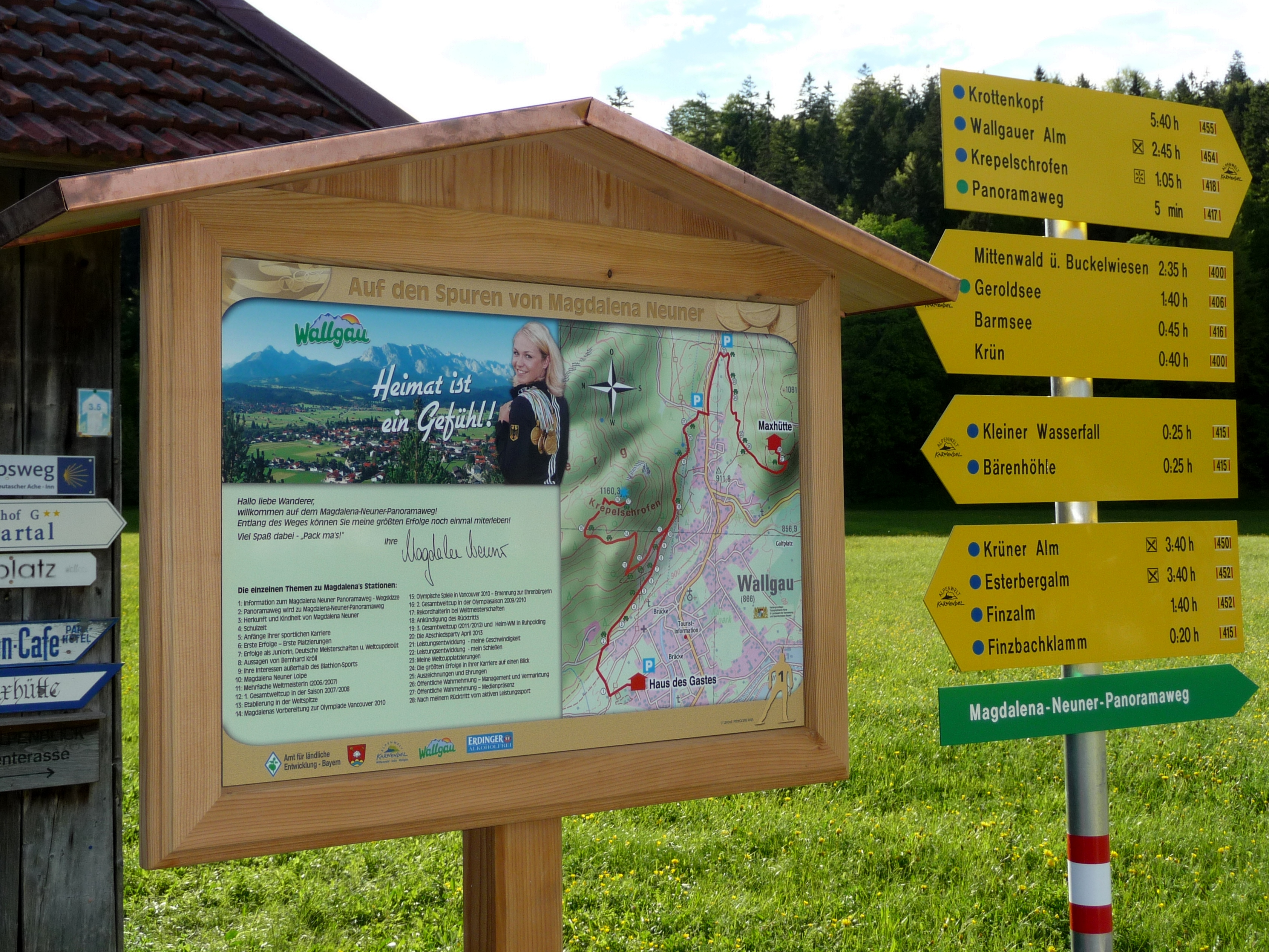
Magdalena-Neuner-Panoramaweg in Wallgau, Mai 2013

Als 16-Jährige wurde Neuner am 15. November 2003 die erste größere Ehrung zuteil. Den mit 5000 Euro dotierten Förderpreis Deutscher Jugendsport eines Gaskonzerns in Essen ließ sie sich als Sachwert in Form eines Mountainbikes und eines Straßenrennrades auszahlen. Am 5. Juli 2004 gewann sie den Bayerischen Sportpreis in der Kategorie Herausragende Nachwuchssportlerin. Nach ihren ersten Erfolgen bei Weltmeisterschaften folgten im Jahr 2007 weitere Ehrungen mit überregionaler Bedeutung, die sie 2008 zum Teil verteidigte. Der Deutsche Skiverband (DSV) benannte im Oktober 2007 zum ersten Mal seit seiner Gründung zwei Preisträger in derselben Disziplin. So erhielt Neuner zusammen mit Gesamtweltcupsiegerin Andrea Henkel den Goldenen Ski, die höchste Auszeichnung des DSV. Im Folgejahr wurden beide Athletinnen abermals gemeinsam geehrt, nachdem Neuner ihre Mannschaftskollegin als Beste im Gesamtweltcup abgelöst hatte.
Anfang November 2007 siegte Neuner im dritten Anlauf bei der Wahl zur Juniorsportlerin des Jahres, die von der Stiftung Deutsche Sporthilfe veranstaltet wird. Mit 97 von 100 möglichen Jury-Punkten erreichte sie ein fast einstimmiges Ergebnis, das im Jahr darauf mit 99 Punkten noch übertroffen wurde. Neben Björn Kircheisen ist sie die zweite Athletin, deren Leistungen mit zwei Titeln in aufeinander folgenden Jahren gewürdigt wurden. Zum Ausklang des Sportjahres wählten die deutschen Sportjournalisten Neuner zur Sportlerin des Jahres. Bei der Gala am 22. Dezember 2007 hatte sie als dritte siegreiche Biathletin hintereinander mit insgesamt 3410 Punkten über 1000 Punkte Vorsprung vor der Zweitplatzierten Franka Dietzsch. Die Laudatio hielt ihr Cousin Albert Neuner. Bei der Wahl im Jahr 2008 belegte sie mit 1545 Punkten hinter Britta Steffen und Britta Heidemann den dritten Rang. Im selben Jahr gewann sie außerdem den Audi Generation Award in der Kategorie Sport. Für ihren Startverzicht in der olympischen Biathlonstaffel 2010 zugunsten von Teamkollegin Martina Beck erhielt Neuner die Fair-Play-Plakette von der Deutschen Olympischen Gesellschaft. Bei der Schlussfeier trug sie die deutsche Fahne. Der damalige Bundespräsident Horst Köhler verlieh Neuner am 30. April 2010 zusammen mit den anderen deutschen Medaillengewinnern das Silberne Lorbeerblatt. Gemeinsam mit den bayerischen Medaillengewinnern nahm sie am 17. Juli 2010 aus den Händen von Laudator Ottfried Fischer zum zweiten Mal nach 2004 den Bayerischen Sportpreis in Empfang. Bei der Wahl zur Sportlerin des Jahres am 19. Dezember 2010 kam sie mit einem Rückstand von nur 36 Stimmen hinter Skirennläuferin Maria Höfl-Riesch auf den zweiten Platz.
Am 18. Dezember 2011 gewann sie mit 4260 Punkten erneut die Wahl zu Deutschlands Sportlerin des Jahres, diesmal vor der Tennisspielerin Andrea Petković. Ihr Heimtrainer Bernhard Kröll überreichte die Trophäe. Am Rande des Weltcups in Oslo erhielt sie am 5. Februar 2012 zusammen mit dem norwegischen Biathleten Emil Hegle Svendsen die Holmenkollen-Medaille. Am 15. Juli 2012 übergab Horst Seehofer den Bayerischen Sportpreis in der Kategorie Persönlicher Preis des Bayerischen Ministerpräsidenten. Am 19. September 2012 bekam sie die Goldene Henne in der Kategorie Publikumspreis Sport. Zudem wurde Neuner nach 2007, 2008, 2010 und 2011 zum fünften Mal mit dem Goldenen Ski geehrt. Am 16. Dezember 2012 wurde sie mit 3368 Punkten zum dritten Mal zu Deutschlands Sportlerin des Jahres gewählt. Trotz Karriereende gewann sie die Wahl mit großem Vorsprung vor der Tennisspielerin Angelique Kerber, was ihre Popularität auch nach der Beendigung der sportlichen Laufbahn unterstreicht. Anlässlich ihres offiziellen Abschiedsrennens im Rahmen der 11. World Team Challenge wurden sie und der ebenfalls vom Leistungssport zurückgetretene Michael Greis am 29. Dezember 2012 von DSV-Präsident Alfons Hörmann und Generalsekretär Thomas Pfüller mit dem Goldenen Sportehrenzeichen ausgezeichnet. Am 10. Februar 2013 erhielt sie vom Biathlon-Weltverband am Rande der Weltmeisterschaften in Nové Město na Moravě bei der IBU Award Night gemeinsam mit Helena Ekholm die Ehrenmedaille in Gold. Bei der Verleihung des Bayerischen Sportpreises am 6. Juli 2013 trat sie als Laudatorin für den Fotografen Sammy Minkoff in der Kategorie Herausragende Präsentation des Sports auf. Anfang Februar 2015 wurde ihr der ISPO-Pokal im Rahmen der gleichnamigen Sportmesse verliehen. Am 14. Oktober 2015 nahm sie den Bayerischen Verdienstorden aus der Hand von Horst Seehofer in Empfang. Im Juli 2018 war sie erneut Preisträgerin des Bayerischen Sportpreises, diesmal als Bayerische Jahrhundertsportlerin.
Auch die Heimatgemeinde Wallgau ehrte Neuner in mehrfacher Hinsicht. Im Mai 2008 schrieb sie das Zitat „Heimat ist kein Ort, Heimat ist ein Gefühl“ (Herbert Grönemeyer: B-Seite Heimat der Single Ich dreh mich um dich, 1999) in das Goldene Buch. Vor Beginn der Olympischen Winterspiele 2010 und einen Tag nach ihrem 23. Geburtstag eröffneten Vertreter der Gemeinde in der Nähe des Elternhauses eine nach ihr benannte Langlaufloipe. Bürgermeister Hansjörg Zahler zeichnete sie anlässlich eines Empfangs am 5. März 2010 mit der Ehrenbürgerschaft aus. Am 13. April 2012 kündigte Zahler beim Fest auf dem Wallgauer Dorfplatz nach ihrem Rücktritt vom Leistungssport an, der Ehrenbürgerin den vom Haus des Gastes bis zur Maxhütte verlaufenden Wanderweg zu widmen. Der umbenannte Panoramaweg mit 28 Stationen aus ihrem Leben wurde am 17. Mai 2013 offiziell eröffnet.
Darüber hinaus lag Neuner bei Leser- und Zuschauerwahlen vorn. Sie gewann unter anderem sechsmal den Winterstar (2007, 2008, 2010, 2011 und 2012 in der Kategorie Beste Sportlerin sowie 2007 in der Kategorie Beste Mannschaft), der vom Bayerischen Fernsehen vergeben wird. Die von der Deutschen Sporthilfe geförderten Athleten wählten sie im Februar 2010 sowie März 2011 und 2012 zur Sportlerin des Monats. Die Sport Bild kürte sie sowohl in einer internen Wertung als auch bei einer Repräsentativerhebung zur Sportlerin des Jahres 2010. Ende Oktober 2012 wurde ihr soziales Engagement für die Björn-Schulz-Stiftung mit dem Publikumspreis des Audi Generation Award gewürdigt. In einer Umfrage des Magazins Playboy wurde sie Anfang November 2013 zu „Deutschlands sexuell anziehendster Sportlerin“ gewählt. In der Anfang Juli 2014 ausgestrahlten ZDF-Fernsehshow Deutschlands Beste! erreichte sie Platz drei hinter Angela Merkel und Steffi Graf bei der Wahl zu Deutschlands besten Frauen. Ende Juni 2016 wurde sie für ihr Engagement als Botschafterin für Natur und Kultur im Bayerischen Alpenraum ausgezeichnet. Bei der Publikumswahl der Stiftung Deutsche Sporthilfe und der Bild wurde sie Anfang Januar 2017 zusammen mit Michael Schumacher in die Hall of Fame des deutschen Sports aufgenommen. Im Dezember 2020 wählten die Internet-User des ZDF sowie die Aktivensprecher des deutschen Sports sie zur Sportlegende des Jahrzehnts.

## Bilanz im Weltcup und bei Titelkämpfen

### Weltcupplatzierungen
Die Tabelle zeigt alle Platzierungen (je nach Austragungsjahr einschließlich Olympische Spiele und Weltmeisterschaften).
- 1.–3. Platz: Anzahl der Podiumsplatzierungen
- Top 10: Anzahl der Platzierungen unter den ersten zehn (einschließlich Podium)
- Punkteränge: Anzahl der Platzierungen innerhalb der Punkteränge (einschließlich Podium und Top 10)
- Starts: Anzahl gelaufener Rennen in der jeweiligen Disziplin
- Staffel: inklusive Mixed- und Single-Mixed-Staffeln

| Platzierung         | Einzel | Sprint | Verfolgung | Massenstart | Staffel | Gesamt |
| ------------------- | ------ | ------ | ---------- | ----------- | ------- | ------ |
| 1. Platz            | 1      | 18     | 7          | 8           | 13      | 47     |
| 2. Platz            |        | 3      | 7          | 1           | 5       | 16     |
| 3. Platz            | 3      | 9      | 3          | 3           | 1       | 19     |
| Top 10              | 11     | 45     | 33         | 24          | 24      | 137    |
| Punkteränge         | 15     | 59     | 45         | 29          | 24      | 172    |
| Starts              | 16     | 60     | 46         | 29          | 24      | 175    |
| Stand: Karriereende |        |        |            |             |         |        |

### Weltcupsiege
Alle Siege bei Biathlon-Weltcups, getrennt aufgelistet nach Einzel- und Staffelrennen. Durch Anklicken des Symbols im Tabellenkopf sind die Spalten sortierbar.
| Nr. | Datum         | Ort                  | Disziplin   |
| --- | ------------- | -------------------- | ----------- |
| 1.  | 5. Jan. 2007  | Oberhof              | Sprint      |
| 2.  | 3. Feb. 2007  | Antholz (WM)         | Sprint      |
| 3.  | 4. Feb. 2007  | Antholz (WM)         | Verfolgung  |
| 4.  | 10. März 2007 | Oslo                 | Verfolgung  |
| 5.  | 11. März 2007 | Oslo                 | Massenstart |
| 6.  | 15. März 2007 | Chanty-Mansijsk      | Sprint      |
| 7.  | 17. März 2007 | Chanty-Mansijsk      | Verfolgung  |
| 8.  | 6. Jan. 2008  | Oberhof              | Massenstart |
| 9.  | 16. Feb. 2008 | Östersund (WM)       | Massenstart |
| 10. | 28. Feb. 2008 | Pyeongchang          | Sprint      |
| 11. | 6. März 2008  | Chanty-Mansijsk      | Sprint      |
| 12. | 16. Jan. 2009 | Ruhpolding           | Sprint      |
| 13. | 18. Jan. 2009 | Ruhpolding           | Verfolgung  |
| 14. | 28. März 2009 | Chanty-Mansijsk      | Verfolgung  |
| 15. | 20. Jan. 2010 | Antholz              | Einzel      |
| 16. | 22. Jan. 2010 | Antholz              | Sprint      |
| 17. | 16. Feb. 2010 | Vancouver (Olympia)  | Verfolgung  |
| 18. | 21. Feb. 2010 | Vancouver (Olympia)  | Massenstart |
| 19. | 27. März 2010 | Chanty-Mansijsk      | Massenstart |
| 20. | 18. Dez. 2010 | Pokljuka             | Sprint      |
| 21. | 13. Feb. 2011 | Fort Kent            | Massenstart |
| 22. | 5. März 2011  | Chanty-Mansijsk (WM) | Sprint      |
| 23. | 12. März 2011 | Chanty-Mansijsk (WM) | Massenstart |
| 24. | 17. März 2011 | Oslo                 | Sprint      |
| 25. | 3. Dez. 2011  | Östersund            | Sprint      |
| 26. | 9. Dez. 2011  | Hochfilzen           | Sprint      |
| 27. | 6. Jan. 2012  | Oberhof              | Sprint      |
| 28. | 8. Jan. 2012  | Oberhof              | Massenstart |
| 29. | 19. Jan. 2012 | Antholz              | Sprint      |
| 30. | 2. Feb. 2012  | Oslo                 | Sprint      |
| 31. | 4. Feb. 2012  | Oslo                 | Verfolgung  |
| 32. | 11. Feb. 2012 | Kontiolahti          | Sprint      |
| 33. | 3. März 2012  | Ruhpolding (WM)      | Sprint      |
| 34. | 16. März 2012 | Chanty-Mansijsk      | Sprint      |

| Nr. | Datum         | Ort                                | Disziplin        |
| --- | ------------- | ---------------------------------- | ---------------- |
| 1.  | 11. Feb. 2007 | Antholz (WM)                       | Staffel 1        |
| 2.  | 16. Dez. 2007 | Pokljuka                           | Staffel 2        |
| 3.  | 9. Jan. 2008  | Ruhpolding                         | Staffel 3        |
| 4.  | 12. Feb. 2008 | Östersund (WM)                     | Mixed-Staffel 4  |
| 5.  | 17. Feb. 2008 | Östersund (WM)                     | Staffel 5        |
| 6.  | 21. Dez. 2008 | Hochfilzen                         | Staffel 6        |
| 7.  | 14. Jan. 2009 | Ruhpolding                         | Staffel 7        |
| 8.  | 14. März 2009 | Vancouver                          | Staffel 8        |
| 9.  | 28. März 2010 | Chanty-Mansijsk (Mixed-Staffel-WM) | Mixed-Staffel 9  |
| 10. | 11. Dez. 2010 | Hochfilzen                         | Staffel 10       |
| 11. | 5. Feb. 2011  | Presque Isle                       | Mixed-Staffel 11 |
| 12. | 13. März 2011 | Chanty-Mansijsk (WM)               | Staffel 12       |
| 13. | 10. März 2012 | Ruhpolding (WM)                    | Staffel 13       |

### Weltcupwertungen

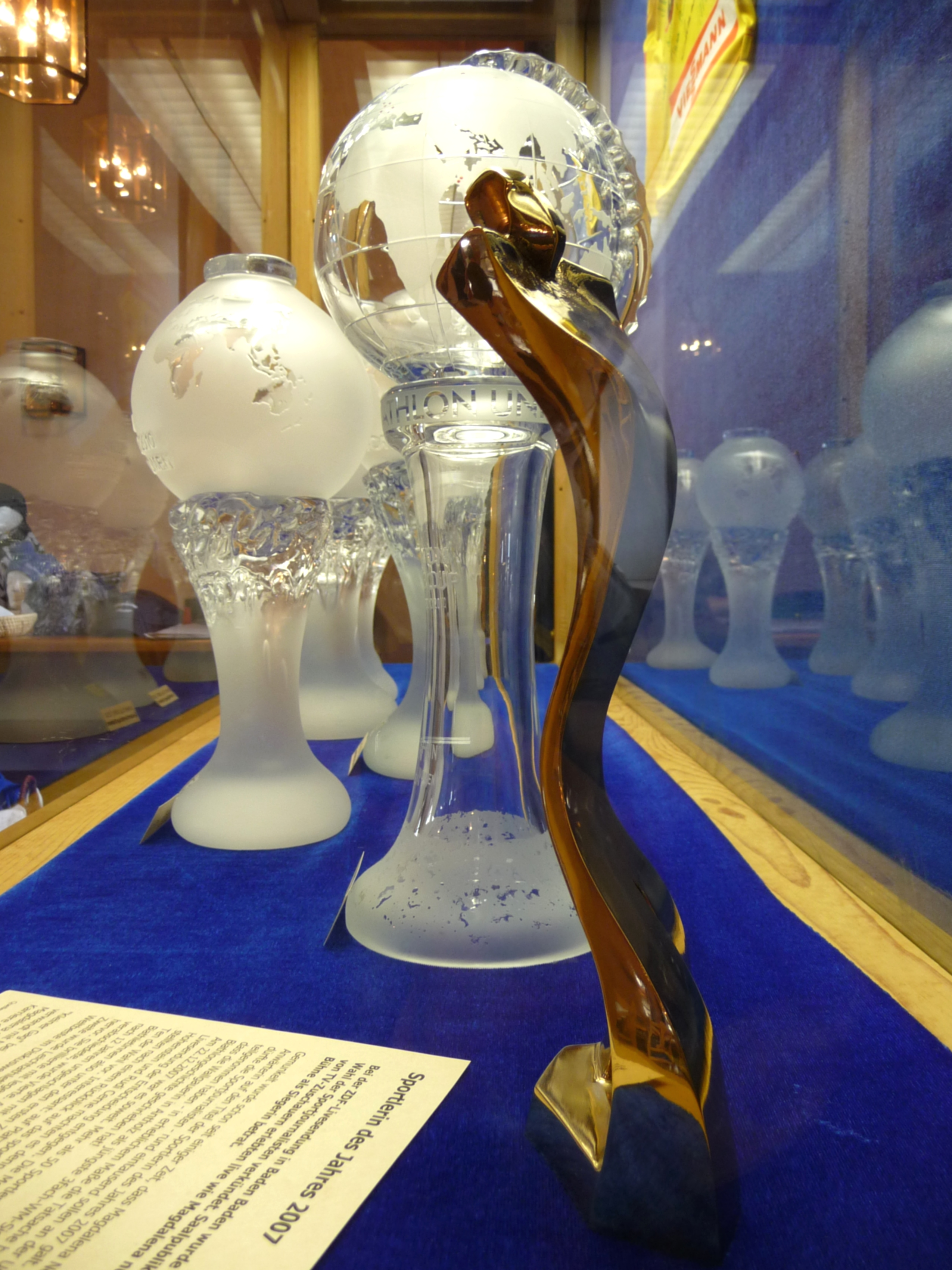
Kristallkugeln für Gesamt- und Disziplinenweltcups und Auszeichnung Sportlerin des Jahres 2007

Ergebnisse bei Biathlon-Weltcups (Disziplinen- und Gesamtweltcup) gemäß Punktesystem
| Saison  | Einzel | Einzel | Sprint | Sprint | Verfolgung | Verfolgung | Massenstart | Massenstart | Gesamt | Gesamt |
| Saison  | Punkte | Platz  | Punkte | Platz  | Punkte     | Platz      | Punkte      | Platz       | Punkte | Platz  |
| ------- | ------ | ------ | ------ | ------ | ---------- | ---------- | ----------- | ----------- | ------ | ------ |
| 2005/06 | –      | –      | 65     | 33.    | 65         | 30.        | 34          | 30.         | 164    | 34.    |
| 2006/07 | 34     | 25.    | 285    | 4.     | 283        | 2.         | 114         | 10.         | 720    | 4.     |
| 2007/08 | 33     | 20.    | 326    | 1.     | 232        | 5.         | 186         | 1.          | 818    | 1.     |
| 2008/09 | 129    | 1.     | 358    | 2.     | 231        | 5.         | 146         | 8.          | 891    | 4.     |
| 2009/10 | 114    | 6.     | 334    | 2.     | 256        | 1.         | 216         | 1.          | 933    | 1.     |
| 2010/11 | 99     | 14.    | 404    | 1.     | 221        | 6.         | 228         | 2.          | 952    | 5.     |
| 2011/12 | 114    | 4.     | 571    | 1.     | 372        | 2.         | 177         | 7.          | 1216   | 1.     |

### Olympische Winterspiele
Ergebnisse bei Olympischen Winterspielen
| Olympische Winterspiele | Olympische Winterspiele | Einzel | Sprint | Verfolgung | Massenstart | Staffel |
| Jahr                    | Ort                     | Einzel | Sprint | Verfolgung | Massenstart | Staffel |
| ----------------------- | ----------------------- | ------ | ------ | ---------- | ----------- | ------- |
| 2010                    | Vancouver               | 10.    | (2.)   | (1.)       | (1.)        | –       |

### Weltmeisterschaften

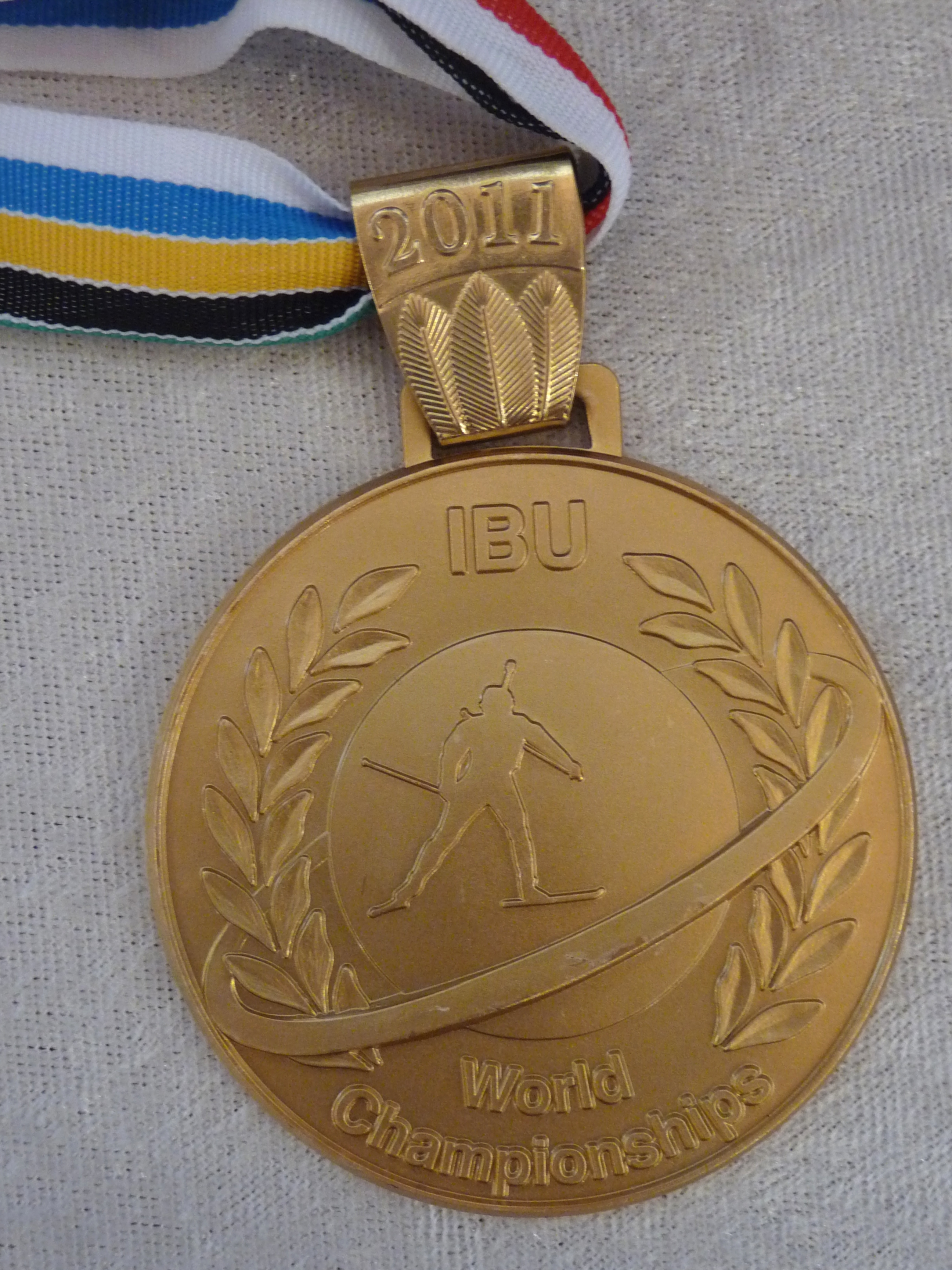
Goldmedaille beim Sprint der Weltmeisterschaften 2011

Ergebnisse bei Biathlon-Weltmeisterschaften
| Weltmeisterschaften | Weltmeisterschaften | Einzel | Sprint | Verfolgung | Massenstart | Staffel | Mixed-Staffel |
| Jahr                | Ort                 | Einzel | Sprint | Verfolgung | Massenstart | Staffel | Mixed-Staffel |
| ------------------- | ------------------- | ------ | ------ | ---------- | ----------- | ------- | ------------- |
| 2007                | Antholz             | –      | 1.     | 1.         | 14.         | 1.      | –             |
| 2008                | Östersund           | –      | 17.    | 6.         | 1.          | 1.      | 1.            |
| 2009                | Pyeongchang         | –      | 8.     | 11.        | 7.          | 2.      | –             |
| 2010                | Chanty-Mansijsk     | –      | –      | –          | –           | –       | 1.            |
| 2011                | Chanty-Mansijsk     | 5.     | 1.     | 2.         | 1.          | 1.      | 2.            |
| 2012                | Ruhpolding          | 23.    | 1.     | 2.         | 10.         | 1.      | 3.            |

### Juniorenweltmeisterschaften

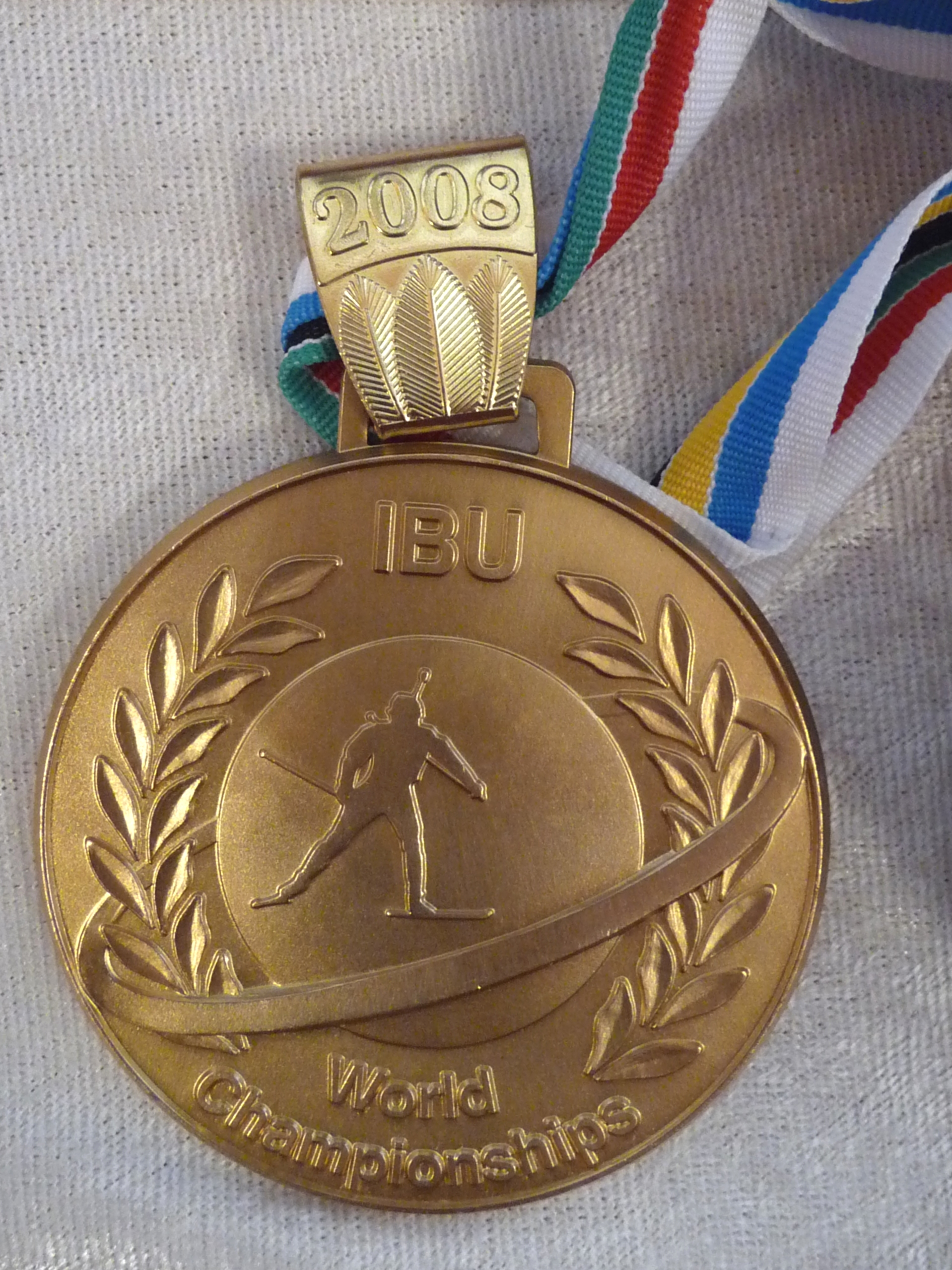
Goldmedaille bei der Verfolgung der Juniorenweltmeisterschaften 2008

Ergebnisse bei Biathlon-Weltmeisterschaften der Junioren
| Weltmeisterschaften | Weltmeisterschaften | Einzel | Sprint | Verfolgung | Staffel |
| Jahr                | Ort                 | Einzel | Sprint | Verfolgung | Staffel |
| ------------------- | ------------------- | ------ | ------ | ---------- | ------- |
| 2004                | Haute-Maurienne     | –      | 1.     | 2.         | 1.      |
| 2005                | Kontiolahti         | 4.     | 1.     | 2.         | 2.      |
| 2006                | Presque Isle        | 7.     | 2.     | 1.         | 1.      |
| 2007                | Martell             | –      | –      | –          | –       |
| 2008                | Ruhpolding          | –      | 1.     | 1.         | –       |

### Europameisterschaften
Ergebnisse bei Biathlon-Europameisterschaften
| Europameisterschaften | Europameisterschaften | Einzel | Sprint | Verfolgung | Staffel |
| Jahr                  | Ort                   | Einzel | Sprint | Verfolgung | Staffel |
| --------------------- | --------------------- | ------ | ------ | ---------- | ------- |
| 2006                  | Langdorf              | –      | 29.    | 13.        | 3.      |

### Sommerbiathlon-Weltmeisterschaften
Ergebnisse bei Sommerbiathlon-Weltmeisterschaften (Rollski)
| Weltmeisterschaften | Weltmeisterschaften | Sprint | Verfolgung | Mixed-Staffel |
| Jahr                | Ort                 | Sprint | Verfolgung | Mixed-Staffel |
| ------------------- | ------------------- | ------ | ---------- | ------------- |
| 2009                | Oberhof             | 1.     | 1.         | 1.            |

### Deutsche Meisterschaften
Ergebnisse bei deutschen Meisterschaften im Biathlon (Rollski)
| Deutsche Meisterschaften | Deutsche Meisterschaften       | Einzel | Sprint    | Verfolgung | Massenstart | Staffel    | Mixed-Staffel |
| Jahr                     | Orte                           | Einzel | Sprint    | Verfolgung | Massenstart | Staffel    | Mixed-Staffel |
| ------------------------ | ------------------------------ | ------ | --------- | ---------- | ----------- | ---------- | ------------- |
| 2005                     | Ruhpolding, Altenberg, Oberhof | 14.    | 20.       | 8.         | 7.          | 2.         | 3.            |
| 2006                     | Altenberg, Oberhof, Ruhpolding | 14.    | 11. (dm1) | 15.        | 4.          | –          | –             |
| 2007                     | Oberhof, Altenberg, Ruhpolding | 2.     | 6.        | 8.         | –           | –          | –             |
| 2008                     | Ruhpolding, Langdorf, Oberhof  | 5.     | 5. (dm2)  | 4.         | 2.          | (3.) (dm3) | –             |
| 2009                     | Ruhpolding, Altenberg          | 5.     | 5.        | 5.         | 1.          | 1.         | –             |
| 2010                     | Oberhof, Willingen             | 1.     | 5.        | 5.         | 2.          | –          | 1.            |
| 2011                     | Langdorf, Ruhpolding           | 9.     | 1.        | 1.         | 1.          | 3.         | 1.            |

## Publikationen
- mit Nicholas Olonetzky: Sieger-Maschen. Stricken mit Magdalena Neuner. Frechverlag, Stuttgart 2010, ISBN 978-3-7724-6730-1 (144 S.).
- Strickfilzen mit Magdalena Neuner. Frechverlag, Stuttgart 2011, ISBN 978-3-7724-6754-7 (96 S.).
- DVD: Fit mit Magdalena Neuner – Cardio-Power & Bodyshaping mit Fun Faktor. WVG Medien, Februar 2013, 110 Minuten, Bildseitenformat 1.77:1 (16:9), Sprache Deutsch (Dolby Digital 2.0 und 5.1)
- DVD: Fit für den Wintersport. Mit Magdalena Neuner und Felix Neureuther. UPMC, November 2013, 70 + 15 Minuten.
- CD: Stoaberg musi trifft Magdalena Neuner. Dezember 2013, 14 Titel, ca. 33 Minuten Spielzeit.
- Meine Rezepte für die ersten 1000 Tage: Für Babys in der Beikost und Kleinkinder ab 1 Jahr. Milupa Nutricia, Bad Homburg 2016 (47 S.).
- Meine liebsten Strickideen für Babys. Gräfe und Unzer Verlag, München 2016, ISBN 978-3-8338-5503-0 (96 S.).
- Meine liebsten Strickideen für den Winter. Gräfe und Unzer Verlag, München 2016, ISBN 978-3-8338-5504-7 (96 S.).
- Meine liebsten Strickideen für Kinder. Gräfe und Unzer Verlag, München 2017, ISBN 978-3-8338-6192-5 (96 S.).
- Meine liebsten Strickideen für Groß und Klein. Gräfe und Unzer Verlag, München 2017, ISBN 978-3-8338-6193-2 (96 S.).
- mit Christopher Spall, Christian Grams: Peak Performer: Von Spitzenleistern lernen, das echte Leben zu meistern. Murmann Publishers, Hamburg 2023, ISBN 978-3-86774-769-1 (213 S.).

### Biografien
- Florian Kinast, Patrick Reichelt: Danke Lena. Die Traumkarriere der Magdalena Neuner. 1. Auflage. Copress Sport Verlag, München 2012, ISBN 978-3-7679-1149-9 (208 S.).

### Artikel
- Klaus Blume: Fräulein Neuner und das erstaunliche Gespür für Schnee. In: Kicker-Sportmagazin. 7. Dezember 2006.
- Roland Wiedemann: Magdalena Neuner, Biathlon-Star und Profi-Strickerin. In: Spiegel Online. 30. November 2007.
- Detlef Hacke: Lenas heile Welt. In: Spiegel Online. 2. Februar 2008.
- Volker Kreisl: Magdalena Neuners Karriereende. In: Süddeutsche Zeitung. 24. Dezember 2011.

### Interviews
- Claus Dieterle: „Mensch, geht das schnell“. In: FAZ.NET, 9. Februar 2007.
- Jürgen Palme, ZDF.digital productions: Interview mit Magdalena Neuner. (Memento vom 29. Januar 2014 im Internet Archive)In: biathlonworld.com. IBU International Biathlon Union, 16. März 2008, abgerufen am 13. Juli 2009.
- Claus Dieterle: „Ich habe keine Angst mehr vor dem Schießen“. In: FAZ.NET, 4. Dezember 2008.
- Axel Wolfsgruber: „An Pleiten wächst man“. In: FOCUS Online. TOMORROW FOCUS Portal, 9. Februar 2009, abgerufen am 13. Juli 2009.
- Claus Dieterle: „Mittlerweile bin ich richtig abgeklärt“. In: FAZ.NET, 20. März 2011.
- Robert Dunker: „Ich bin nicht nur die kleine süße Lena“. In: WELT ONLINE, 28. Februar 2012
- Armin Gibis: Magdalena Neuner: „Einfach leben, wie ich will“. In: Münchner Merkur Online, 12. April 2012
- Alex Hannappel: „Was Unternehmer und Innovatoren von Spitzensportlern lernen können“. Magdalena Neuner exklusiv im Video-Interview aus Wallgau. In: alexhannappel.com, 26. September 2019